# Preußischer optischer Telegraf

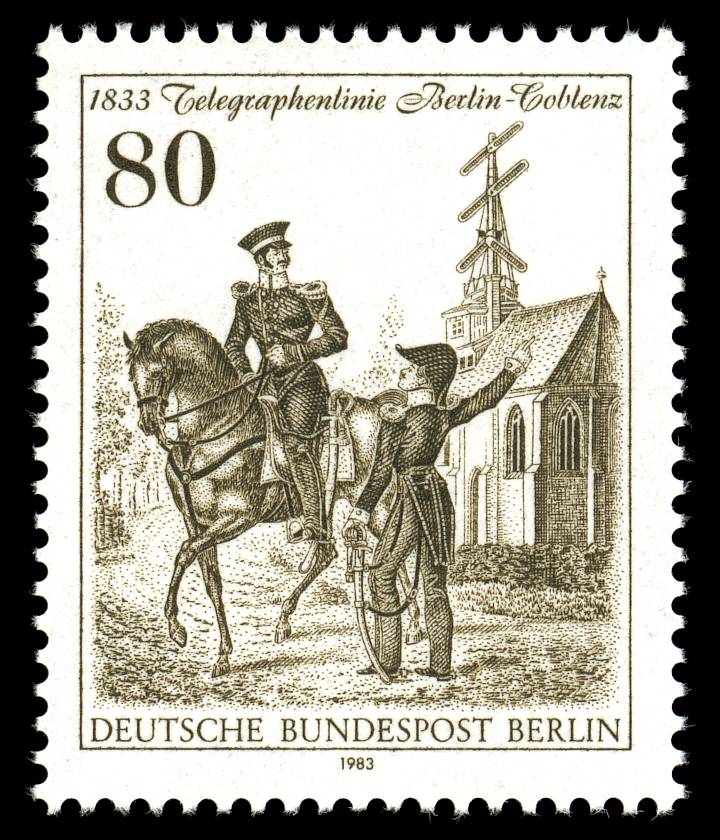
Berliner Briefmarke von 1983: 1833 Telegraphenlinie Berlin–Coblenz

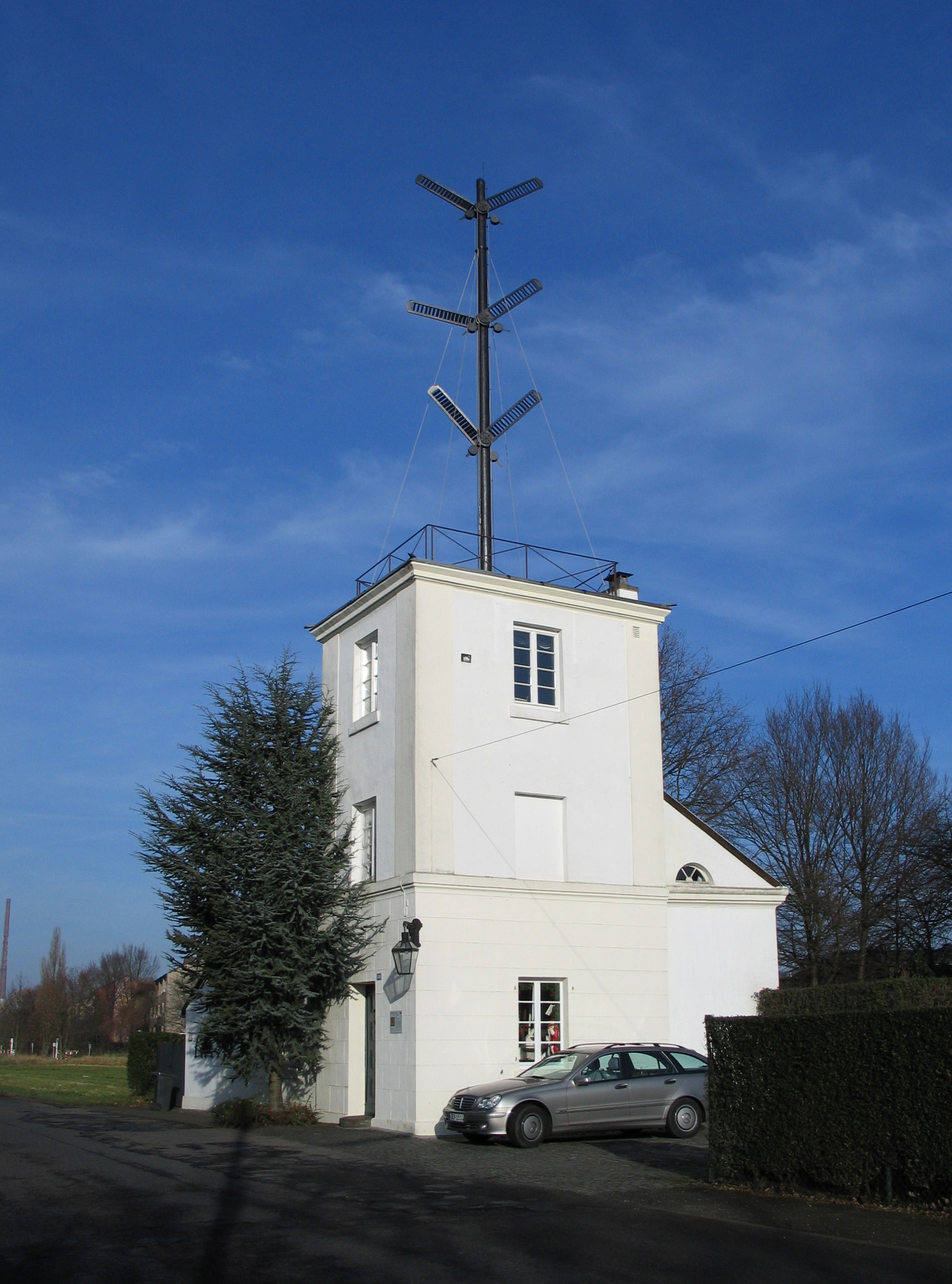
Telegrafenstation Nr. 50 in Köln-Flittard

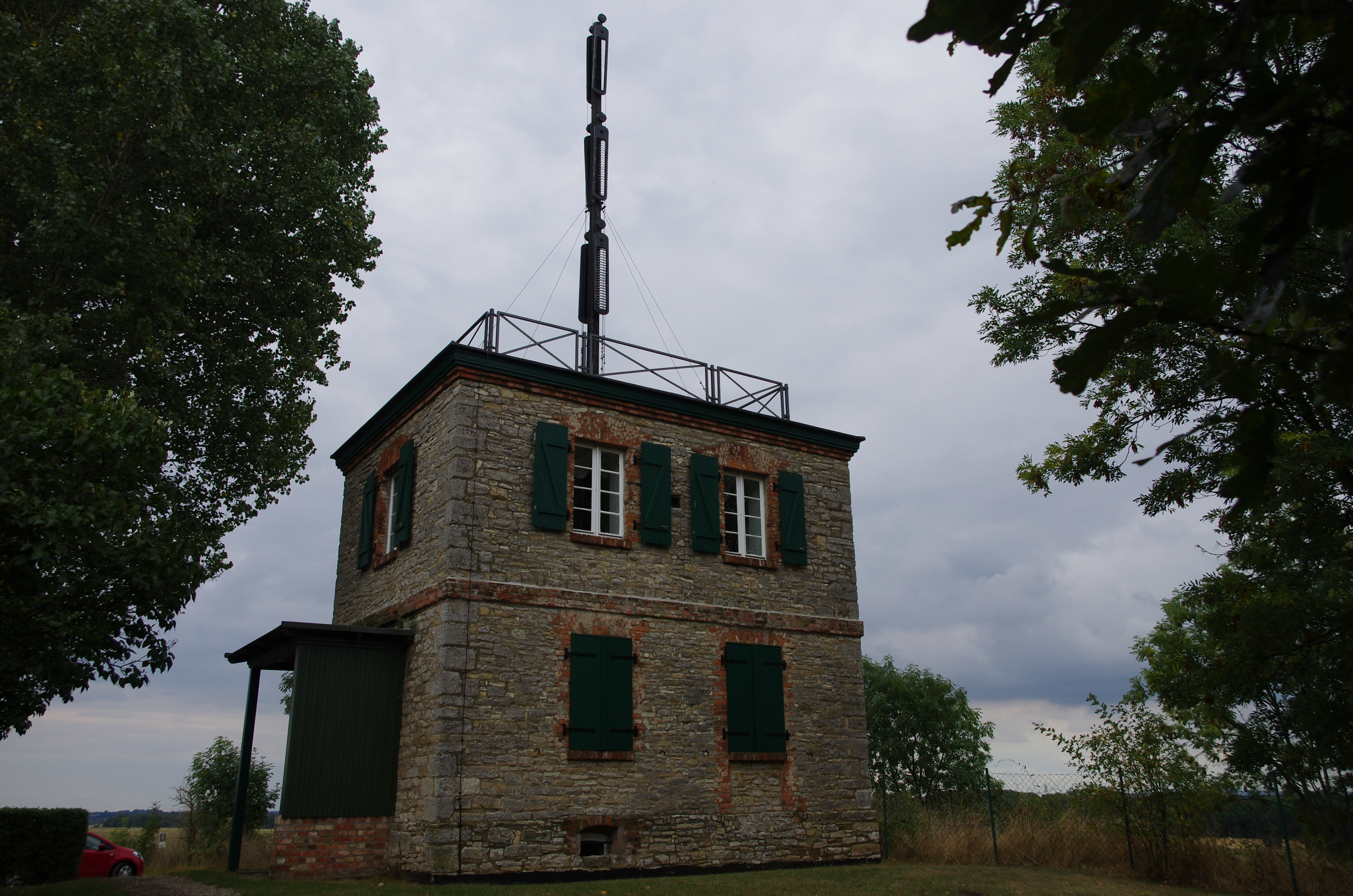
Telegrafenstation Nr. 18 in Neuwegersleben

Der Preußische optische Telegraf war ein zwischen 1832 und 1849 zwischen Berlin und der Rheinprovinz bestehendes telegrafisches Kommunikationssystem, das amtliche und militärische Nachrichten mittels optischer Signale über eine Entfernung von 588 Kilometern übermitteln konnte. Die Telegrafenlinie bestand aus bis zu 62 Telegrafenstationen mit Signalmasten, an denen jeweils sechs Telegrafenarme mit Seilzügen zur Bedienung befestigt waren. Die Stationen waren mit Fernrohren ausgestattet, mit denen die Telegrafisten speziell codierte Informationen von einer Signalstation ablasen und sofort an die nächste weitergaben. Drei telegrafische Expeditionen  in Berlin, Köln und Koblenz ermöglichten die Entgegennahme, Chiffrierung, Dechiffrierung und Ausgabe von Staatsdepeschen (vgl. Postexpedition).
Die Anlage war zu ihrer Zeit die längste Telegrafenlinie Europas. Sie wird als Beginn der Telekommunikation in Deutschland bezeichnet, wenngleich schon 19 Jahre zuvor die französische Optische Telegrafenlinie Metz–Mainz durch späteres deutsches Gebiet führte. Die über die gesamte Linie synchronisierte „Berliner Zeit“ des preußischen optischen Telegrafen bildete bei einer Toleranz von rund einer Minute das erste einheitliche Zeitniveau über so große Distanz.
Nach Einführung der elektrischen Telegrafie wurde die Anlage überflüssig. Auch wenn heute keine Nachrichten mehr auf optischem Wege übermittelt werden, wird das Prinzip noch im Winkeralphabet und in stark vereinfachter Form bei Eisenbahnsignalen verwendet, die ein mechanisches Stellwerk steuert. Vergleichbar ist auch der Abfahrauftrag.

## Geschichtlicher Hintergrund
Beim Bau der preußischen Telegrafenlinie war die Technik der optisch-mechanischen Telegrafie schon seit über 30 Jahren bekannt: Auf Basis der Konstruktion von Claude Chappe und seinen Brüdern war sie in Frankreich ab 1794 auf mehreren Telegrafenlinien im praktischen Einsatz. 

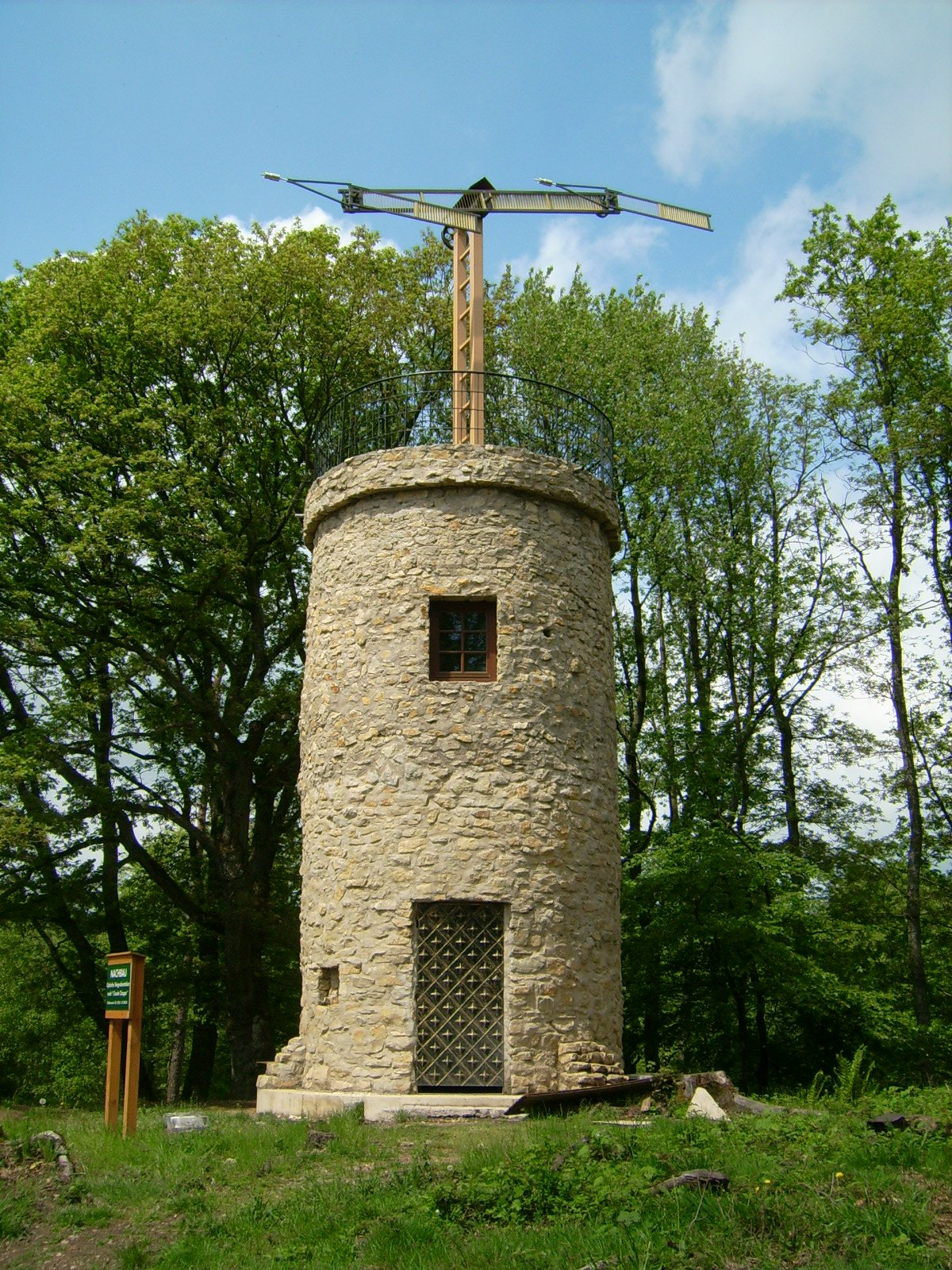
Nachbau eines französischen optischen Telegrafen nach Claude Chappe auf dem Litermont

 Auch Schweden, Dänemark und England betrieben bald darauf optische Telegrafen, während in Deutschland eilige Nachrichten weiterhin von Boten befördert wurden. Die am Ende des 18. Jahrhunderts auf deutschem Gebiet bestehenden Klein- und Teilstaaten brachten weder Interesse an einer das eigene Hoheitsgebiet überschreitenden Kommunikationstechnik auf, noch gab es die politischen Bedingungen für die erforderlichen Abkommen und Einigungen. In Staaten wie Schweden, England oder Frankreich war dagegen nicht nur die notwendige nationale Einheit für ein solches Projekt gegeben; sie waren auch mit politischen, militärischen und wirtschaftlichen Herausforderungen wie der Sicherung langer Küstenlinien, der Steuerung des Seehandels oder der politischen Lage nach der französischen Revolution konfrontiert und daher zum Aufbau telegrafischer Kommunikationsnetze motiviert und in der Lage.
Preußen, der damals zweitgrößte deutsche Flächenstaat, sah bis zu den territorialen Neuordnungen des Wiener Kongresses von 1814/1815 keine strukturelle oder politische Notwendigkeit für die Einführung der Telegrafie. Auch danach verzögerte sich die Umsetzung von Plänen zum Aufbau einer ersten Telegrafenlinie immer wieder durch Widerstand aus dem konservativen preußischen Militärwesen. Wenn überhaupt, zog man allenfalls im Rahmen einer mobilen Feldtelegrafie für den Kriegseinsatz den Einsatz dieser neuen Kommunikationstechnologie in Betracht. Gerade die Feldtelegrafie war von Napoléon Bonaparte mit Erfolg eingesetzt worden, was immerhin das Interesse der Militärs weckte.
Allerdings sah man sich zu Anfang der 1830er Jahre mit einer fragilen innenpolitischen Situation in den preußischen Westprovinzen konfrontiert – rheinische Liberale und Adelige opponierten gegen die Berliner Staatsverwaltung, in ihrer Verfassungsbewegung bestärkt durch die französische Julirevolution und die Belgische Revolution von 1830. Dringende Staatsdepeschen in dieser Lage mit der geringen Reisegeschwindigkeit berittener Boten zu übermitteln erschien den preußischen Militärs zunehmend unbefriedigend, weshalb sich die Fürsprecher einer festen Telegrafenlinie von Berlin über Köln nach Koblenz schließlich durchsetzen konnten.

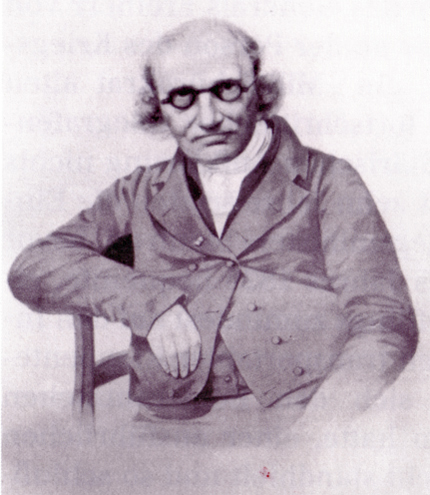
Carl Philipp Heinrich Pistor

Die technische Idee und Initiative zum Bau der damals längsten Telegrafielinie Mitteleuropas gingen vom Berliner Geheimen Postrat Carl Philipp Heinrich Pistor aus, der dem preußischen Generalstab im Dezember 1830 eine Denkschrift über den Entwurf zur Errichtung einer Telegrafenlinie in den Königlich Preußischen Staaten vorlegte. Pistors Konstruktion des Telegrafenapparats war von den Geräten des Engländers Barnard L. Watson inspiriert, der wiederum auf dem „Second Polygrammatic Telegraph“ von William Pasley basierte, einem Mast mit sechs Telegrafenarmen aus dem Jahre 1810. Pistor übernahm das sechsarmige Prinzip, überarbeitete die Mechanik der Konstruktion aber umfassend. Außerdem entwickelte seine Werkstatt die für den Betrieb notwendigen Fernrohre, die später auch von Pistor produziert wurden. Mit Kabinettsorder vom 21. Juli 1832 wurde der Bau der Anlage schließlich befohlen, was den Beginn der Telekommunikation in Deutschland markierte.
Die preußische Anlage blieb der einzige staatliche optische Telegraf auf deutschem Boden. Zwischen 1837 und 1850 betrieb der Altonaer Kaufmann Johann Ludwig Schmidt einen optischen Telegrafen zwischen der Elbmündung in Cuxhaven und Hamburg als Schiffsmeldedienst. Diese Anlage wurde ab 1841 von Friedrich Clemens Gerke, einem Pionier der Telegrafie, geleitet. Schmidt eröffnete 1847 auch einen optischen Telegrafen zwischen Bremen und Bremerhaven, der allerdings durch die Konkurrenz einer fast gleichzeitig in Betrieb genommenen elektrischen Telegrafenlinie auf gleicher Strecke schon 1852 außer Betrieb ging.

## Aufbau und Funktion

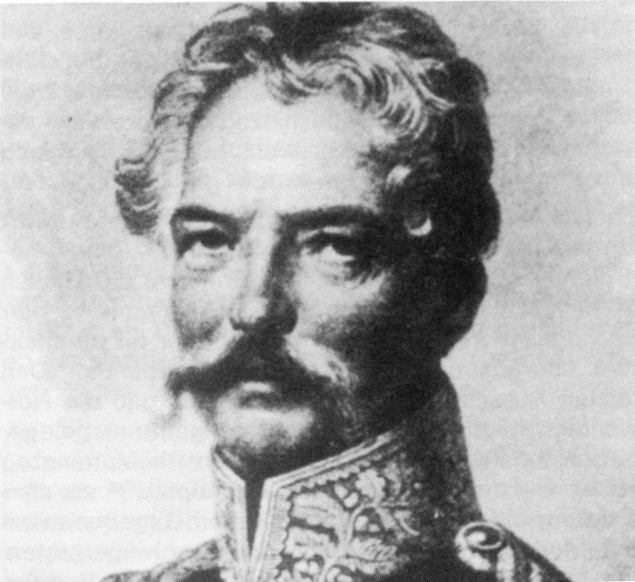
Generalmajor Franz August O’Etzel

Wie der spätere Betrieb lag auch der Aufbau der Anlage in der Zuständigkeit des preußischen Militärs. Den Bau leitete Major August O’Etzel. Der gelernte Apotheker und Doktor der Philosophie mit Studium in Berlin und Paris kannte das Rheinland, wo er zuvor bereits mit Vermessungsarbeiten betraut war. Neben der Bauleitung befasste er sich auch mit den zur telegrafischen Korrespondenz erforderlichen Codes und Methoden und schrieb die Codebücher der Telegrafenlinie. Als „Königlich Preußischer Telegraphendirektor“ leitete er schließlich auch den Betrieb der Anlage.

### Strecke
Die Telegrafenlinie begann auf der alten Berliner Sternwarte in der Dorotheenstraße, der Station 1. Der erste Bauabschnitt mit 14 Stationen wurde bis zum November 1832 fertiggestellt. Die Strecke verlief über den Potsdamer Telegrafenberg und Brandenburg an der Havel bis Magdeburg.
Die Standorte der Stationen wurden von O’Etzel selbst ausgewählt. Dabei berücksichtigte er vorhandene Bauwerke wie beispielsweise den Turm der Dahlemer Dorfkirche (Station 2), oder er ließ entsprechend hohe Gebäude beziehungsweise Türme errichten.
Um den Sichtkontakt auf der Strecke zu gewährleisten, mussten mancherorts Bäume eingekürzt und gefällt werden. Bereits die französischen Telegrafenbetreiber gewannen die Erkenntnis, dass sich die Signalanlagen vor manchen festen Hintergründen schlecht, gegen den offenen Himmel jedoch gut erkennen und ablesen ließen. Wo notwendig, erbaute man die preußischen Stationen deshalb auf erhöhtem Gelände. Solche Orte wurden später nicht selten als „Telegrafenberg“ bezeichnet, so auch bei Glindow (Station 5) oder bei der Station 13, südöstlich von Biederitz. Da die Aufnahme und Ausgabe von telegrafischen Nachrichten nur durch die Expeditionen (Versandabteilung) am Beginn und Ende der Telegrafenlinie vorgesehen war, legte man auf den Anschluss von Ortschaften und Städten keinen großen Wert; häufig befanden sich die Telegrafenstationen außerhalb von besiedeltem Gebiet. Die letzte Station des ersten Abschnittes wurde auf der Johannis-Kirche in Magdeburg eingerichtet.
Zur Beschleunigung des zweiten, längeren Bauabschnitts zwischen Magdeburg und Koblenz wiesen der Finanzminister sowie der Minister des Inneren und der Polizei alle untergeordneten örtlichen Behörden zur umfassenden Kooperation mit der Bauleitung an, um langwierige Instanzenwege und Auseinandersetzungen zu vermeiden. War eine Einigung über den Grundstückserwerb zum Bau einer Telegrafenstation nicht möglich, konnte im schlimmsten Fall auch eine Enteignung von Privatpersonen vorgenommen werden. Die Linie verlief nördlich von Egeln (Schloss Ampfurth), Halberstadt, Goslar, Höxter zur Station 31 bei Entrup, wo sie nach der Durchquerung des Weserberglands vor Paderborn südwestlich abknickte. Anschließend verlief sie auf südlicher Seite entlang der Achse Salzkotten, Erwitte, Soest, Werl, Iserlohn, Hagen, Schwelm und Lennep und fand schließlich über die Stationen in Schlebusch (49) und Flittard (50) ihren Weg nach Köln. Von dort verlief die Strecke auf östlicher Seite parallel zum Rhein über Spich bis Ehrenbreitstein. Integriert in die dortige Festung bildete die Station 60 den vorgesehenen Endpunkt der Strecke. Nach der Fertigstellung und Inbetriebnahme der Gesamtanlage im Jahr 1833 stellte sich allerdings schnell heraus, dass die Fährüberquerung des Rheines nach Koblenz eine erhebliche Verzögerung im telegrafischen Verkehr darstellte, die nur durch die Erweiterung der Linie um eine Endstation in Koblenz vermieden werden konnte. Diese Station 61 platzierte man noch im gleichen Jahr, gemeinsam mit den Räumen für die Verwaltung des westlichen Streckenabschnittes, im damals als Kaserne genutzten Koblenzer Kurfürstlichen Schloss.

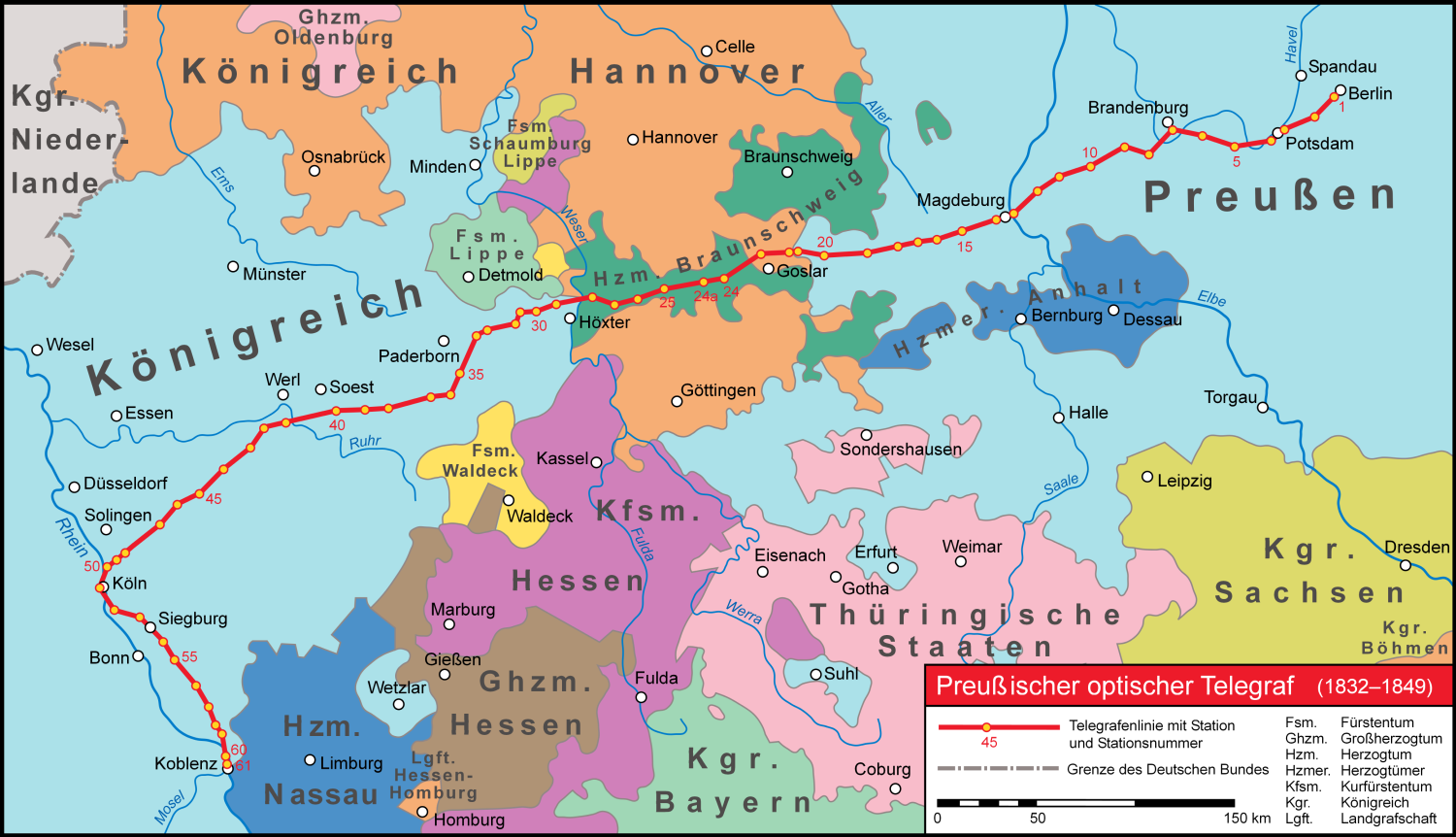
Verlauf der Telegrafenlinie (Liste)

Mit den beiden Stationen Schladen (Nr. 22) und dem Stofenberg bei Liebenburg-Lewe (Nr. 23) führte die Telegrafenlinie auch ein Stück durch hannoversches Gebiet. Die Stationen 24–28 lagen auf dem Gebiet des Herzogtums Braunschweig. Mit beiden Regierungen führten Verhandlungen über Kauf oder Pacht von Grundstücken und den Bau von Stationen rasch zum Erfolg.
Dabei versuchte man, durch Erhöhung der Abstände zwischen den Stationen 23, 24 und 25 zwei Stationen auf braunschweigischem Gebiet einzusparen. Nach einjährigem Betrieb stellte man fest, dass der große Abstand bei trübem Wetter zu häufigen Unterbrechungen des Sichtkontaktes führte. Erst 1842 wurde dieses Problem durch den Bau einer Zwischenstation, der Nummer 24 a bei Altgandersheim, gelöst.
Die Strecke umfasste damit 62 Telegrafenstationen. Sie lagen durchschnittlich etwa 9,6 km auseinander, wobei die maximale Entfernung 16,0 km und die minimale 2,1 km betrug. Die gesamte Strecke überbrückte eine Luftlinie von 469 Kilometern, die tatsächliche Streckenlänge betrug 588 km.
Zunächst gab es nur an den beiden Endpunkten der Strecke je ein Expeditionsbüro (Versandbüro) – Koblenz war Sitz des Oberpräsidenten der Rheinprovinz und westliche Zentrale des preußischen Verteidigungswesens. In der mit rund 95.000 Einwohnern deutlich größeren und wirtschaftlich wie verkehrstechnisch bedeutenden Stadt Köln konnten weder Nachrichten empfangen noch abgesandt werden. Für Berlin bestimmte Nachrichten aus England oder Belgien, die in Köln eintrafen, mussten zunächst per Boten nach Koblenz übermittelt und dann von dort wieder über Köln nach Berlin telegrafiert werden, wodurch sie um einen Tag verzögert wurden. Daher eröffnete man im Jahre 1836 schließlich ein drittes Expeditionsbüro an der Kölner Telegrafenstation St. Pantaleon.

### Stationen
Gemeinsames funktionales Element aller Telegrafenstationen war der etwa 6,30 Meter über einen Observationsraum herausragende runde Mastbaum aus Nadelholz. Er war Träger der sechs Telegrafenarme, auch Indikatoren genannt, und er führte auch die Steuerzüge. Mast und Steuerzüge wurden mit speziellen Abdichtungen gegen Regen durch das Dach des Observationsraumes geführt. Der Mast war am Bodengebälk des Observationsraumes mit einer gusseisernen Konstruktion befestigt und zusätzlich in der Dachöffnung fixiert. Zwischen den beiden oberen Indikatorenpaaren war ein Ring angebracht, an dem vier Sturmstangen befestigt waren, die an den Ecken des Stations- oder Turmdaches verankert waren. Diese Stangen verschafften dem Mast zusätzliche Stabilität.

#### Indikatoren und deren Ansteuerung

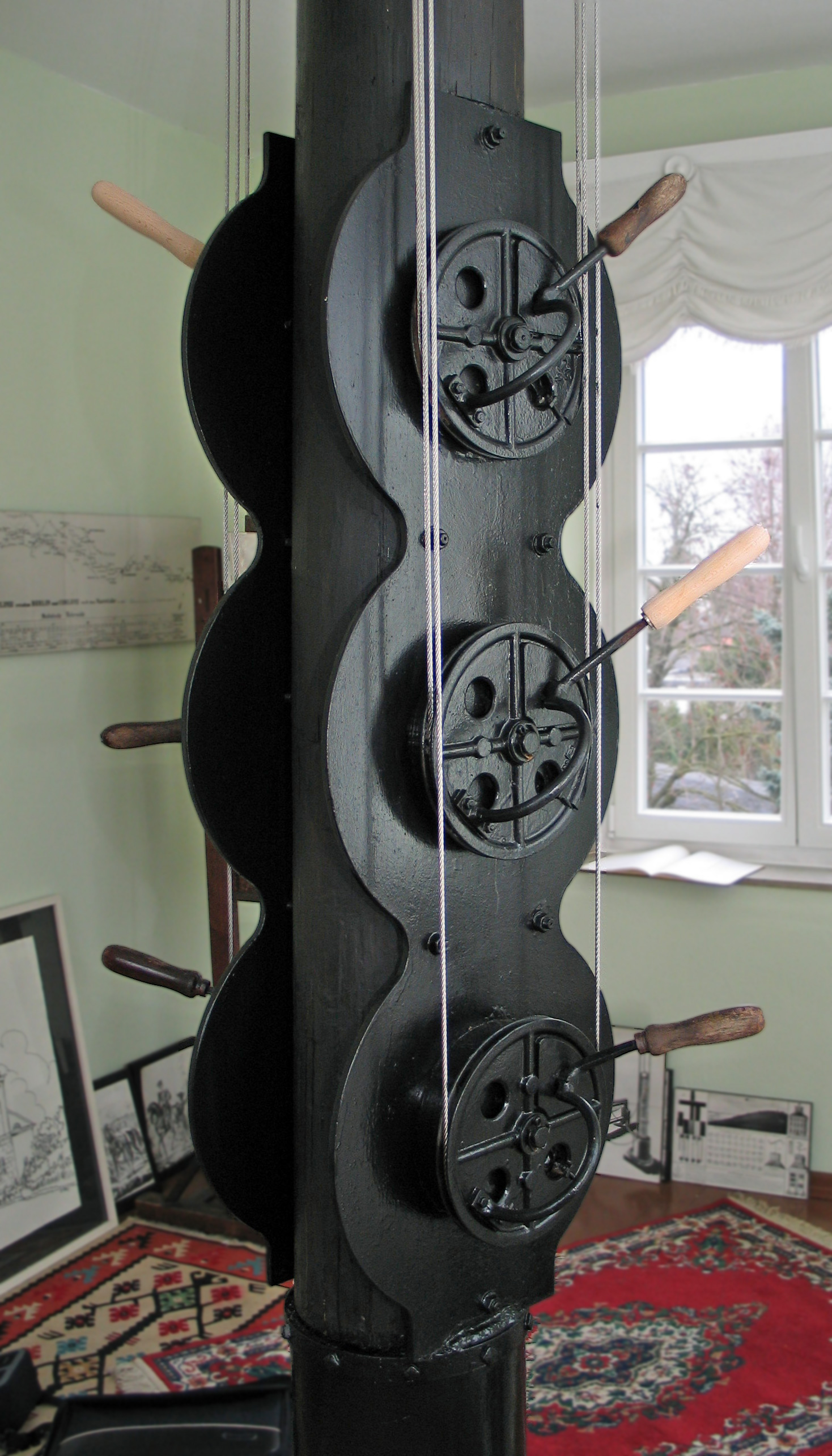
Nachbau des Stellwerks am Mast der Telegrafenstation Köln-Flittard.

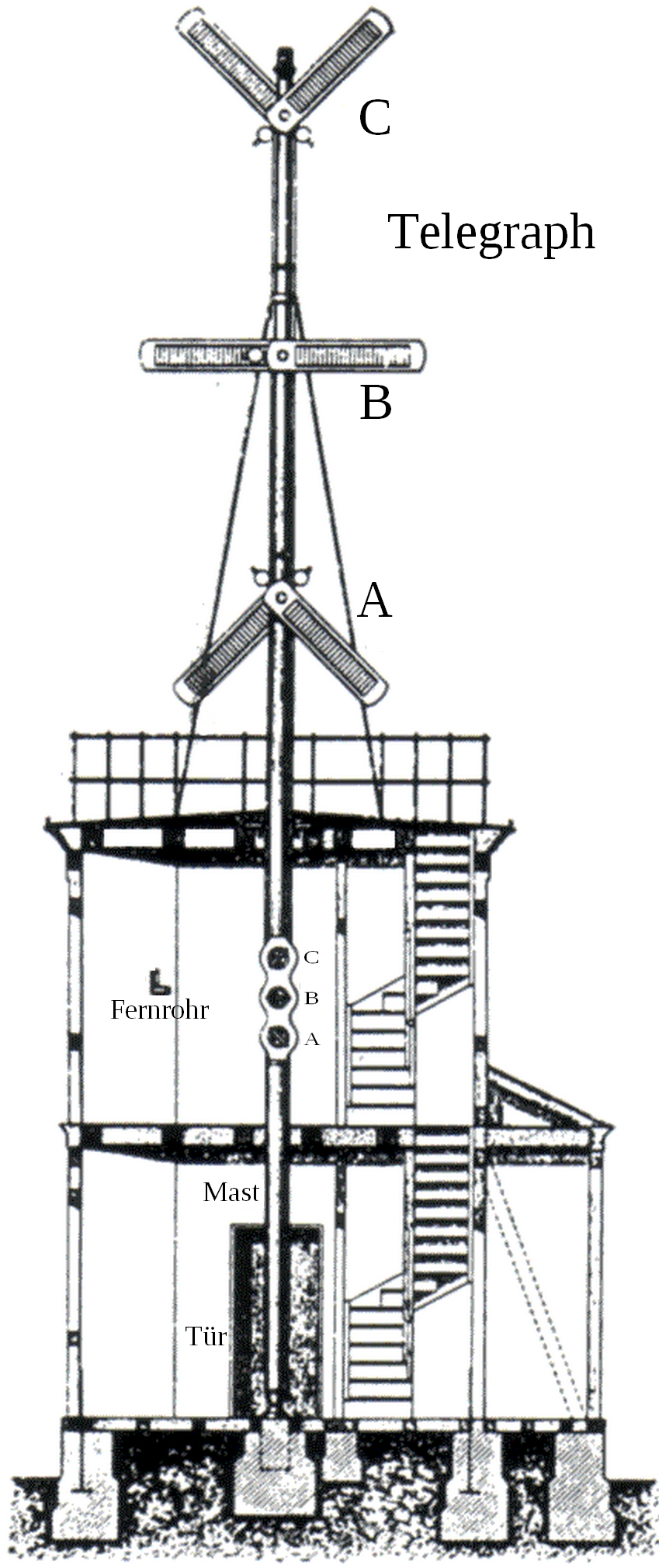
Längsschnitt einer Telegrafenstation (Nr. 60, Ehrenbreitstein). Im ersten Stock am Mast befinden sich die Steuerhebel

Die sechs beweglichen Telegrafenarme beziehungsweise Indikatoren waren paarweise am Mast angebracht und mit Gegengewichten aufgehängt, die eine leichte Einstellbarkeit gewährleisten. Jedes Paar bildete eine von drei Etagen. Die Zeiger maßen 1,74 × 0,33 m. Im Original sind heute nur noch zwei Indikatoren vorhanden, ausgestellt im Bördemuseum Ummendorf sowie im Museum für Kommunikation in Berlin. Diese lassen, ebenso wie erhaltene Konstruktionszeichnungen, darauf schließen, dass die Telegrafenarme aus hölzernen Rahmen bestanden, die im Inneren Holz- oder Blechjalousien aufwiesen, um dem Wind weniger Widerstand zu leisten.
Die Steuerung des Systems befand sich am unteren Teil des Mastes, im Observationsraum. Analog zu den Indikatoren gab es sechs paarweise angebrachte Stellhebel an Steuerungsscheiben, die über ein Drahtseil- und Zugstangensystem die Indikatoren ansteuerten. Ihre Position und Hebelstellung entsprach exakt dem Zeichenbild der Indikatoren oben am Telegraphen. Die Einstellhebel waren mit Zapfen in vier Stufen arretierbar, die genau den vorgesehenen Armstellungen entsprachen: 0° (Flügel hängt am Mast), 45°, 90° und 135°, jeweils vom Mast ausgehend.

#### Fernrohre
Jede Station verfügte über zwei Fernrohre zur Beobachtung der benachbarten Telegrafenstationen. Es handelte sich entweder um englische Modelle, Fernrohre aus der Pistor’schen Werkstatt oder, vor allem auf der Teilstrecke zwischen Köln und Koblenz, um Modelle des Münchner Optikers Georg Merz. Die Vergrößerungsleistung wird heute auf 40- bis 60fach geschätzt. Entsprechend der Bedeutung dieser Werkzeuge für die Anlage waren Konstruktion, Einrichtung, Benutzung, Aufbewahrung und Wartung der Fernrohre in den Instruktionen für den Telegrafiebetrieb sehr detailliert beschrieben. Allein das Kapitel 5 „Behandlung des Fernrohres“ enthielt zwölf Paragrafen.
Enthalten ist beispielsweise der Hinweis, beim Gebrauch nicht unablässig, sondern regelhaft lediglich vier- bis fünfmal pro Minute einige Sekunden lang durch das Glas zu schauen, um eine Überanstrengung des Auges zu vermeiden. Neben den 122 Fernrohren des ständigen Betriebes in den Stationen war die Anlage in den Inspektionen mit sechs Reserve-Fernrohren ausgestattet.

#### Stationsuhren und Zeitsignal
Maßgeblich für die gesamte Telegrafenlinie war die so genannte „Berliner Zeit“, die spätestens alle drei Tage zur Synchronisation aller Stationen von Berlin aus durchtelegrafiert wurde. In jeder Station hing, als Stationsuhr, eine Schwarzwälder Uhr mit Schlagwerk. Der Synchronisationsvorgang wurde bereits eine Stunde vorher durch Zeichen angekündigt, wodurch die Telegrafenbeamten veranlasst waren, die Nachbarstation aus Berliner Richtung zum Zeitpunkt der Synchronisation unablässig zu beobachten und das Zeitsignal B 4 unverzüglich weiterzuleiten. In Koblenz angekommen, wurde ein Signal zur Bestätigung sofort in Gegenrichtung ausgesandt. Bei guten Wetterbedingungen dauerte die Übermittlung eines Zeitsignals von Berlin nach Koblenz inklusive der Rückmeldung nach Berlin weniger als zwei Minuten. Der Zeitunterschied im Rahmen einer solchen Synchronisation betrug dann weniger als eine Minute. Damit war dieses Zeitsignal auf langer Strecke nicht nur das schnellste seinerzeit verfügbare Kommunikationssignal. Die „Berliner Zeit“ bildete mit einem Zeitunterschied von weniger als einer Minute zugleich das erste einheitliche Zeitniveau auf derart große Distanz.

#### Bautypen
Sofern die Telegrafenstationen nicht in bestehende Gebäude integriert wurden, baute man fünf verschiedene Grundtypen von Stationsgebäuden, zwischen denen in Abhängigkeit von der Lage, den zu erwarteten Bedürfnissen des Betriebes und auch von den Vorstellungen der abschnittsweise mit dem Bau beauftragten Garnisonsbaudirektoren gewählt und variiert wurde:
1) Kleine Stationshäuschen wurden vor allem im ersten Bauabschnitt errichtet. Sie dienten ausschließlich als Arbeitsplatz für zwei Telegrafisten.
2) Stationstürme mit vergleichbarem Grundriss boten ebenfalls nur Raum für die Ausübung des Telegrafendienstes. Sie entstanden aus Stationshäuschen, die man zur Vermeidung von Sichtbehinderungen durch Luftflimmern in Bodennähe aufstockte, oder sie wurden gleich mehrstöckig angelegt, um Hindernisse zu überragen.
Vor allem im zweiten Bauabschnitt wurden Wohnungen für die Telegrafisten und deren Familien in den Bau einbezogen, da viele Stationen abseits von Siedlungen erbaut wurden und man lange Anreisen zum Dienst ebenso vermeiden wollte wie eine Trennung der Beamten von ihrer Familie. Die Wohngebäude verfügten in der Regel über zwei Stuben, zwei Küchen und mehrere Kammern, da zwei Telegrafistenfamilien dort lebten. Zu solchen Stationen gehörte häufig auch ein Garten, der zur Selbstversorgung der dort beheimateten Menschen genutzt wurde. Stationen mit Wohngebäude gehörten zum
3) „Haus-Turm-Typ“ mit im Gebäude integriertem, geschlossenem Turm (wie in Flittard, siehe Abbildung am Artikelanfang)
4) „Satteldach-Typ“ mit angebautem oder freistehendem Turm
5) „Walmdach-Typ“, ebenfalls mit angebautem Turm, aber anderer Dachkonstruktion
Die Wohn- und Stationsgebäude waren, bis auf die nachträglich erbaute Station 24 a mit zwei Etagen, einstöckig. Der Dachboden war ausgebaut und bewohnbar. Abschnittsweise verfügten Stationen über Lagerräume für Ersatzteile der Zeigereinrichtung. Andere besaßen Stallungen für Pferde, mit denen Boten bei ausgefallener Sichtverbindung oder beschädigtem Telegraf Abschnitte der Strecke für dringende Nachrichten überbrücken konnten. Die Gebäude wurden in einfachem, funktionalem Stil errichtet, wobei die äußere Gestaltung und die Bauweise mit den örtlich verfügbaren Materialien und den von den Handwerkern beherrschten Techniken variierte: Fachwerk mit Ziegelsteinausmauerung, Bruchsteinbauweise und Ziegelmauerwerk mit und ohne Putzverkleidung kamen zur Anwendung. Wurde ein Außenanstrich aufgebracht, so verwendete man in der Regel Farben, die sich von der Umgebung abhoben, um die Erkennbarkeit der Station zu verbessern.
Neben den bereits erwähnten Telegrafenstationen in der alten Berliner Sternwarte, der Dahlemer Dorfkirche und der Magdeburger Johanniskirche wurden noch drei weitere Stationen in bestehende öffentliche oder kirchliche Gebäude integriert:
- Station 16 auf dem Burgturm von Schloss Ampfurth
- Station 51 auf dem Mittelturm der Kölner Kirche St. Pantaleon – das Kirchengebäude diente damals als evangelische Garnisonskirche. Das ermöglichte den Umbau des Turms, bei dem immerhin der komplette barocke Giebelhelm des Turmes entfernt und ein Observationszimmer darunter eingebaut wurde.[18]
- Station 61 auf dem Koblenzer Kurfürstlichen Schloss.

Zeitgenössische Darstellung von Stationen der Telegrafenlinie
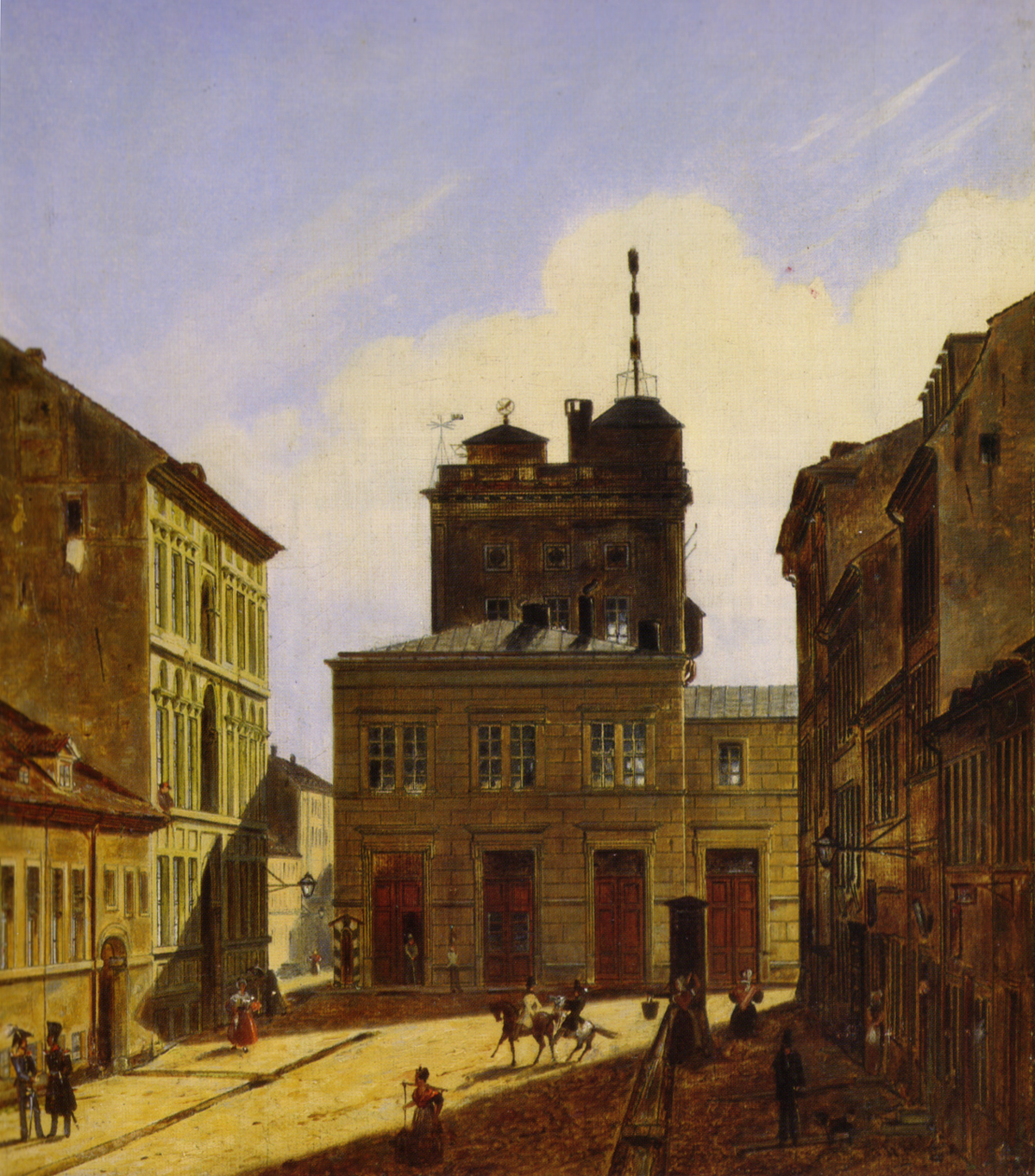
Station 1: Alte Sternwarte Dorotheenstraße, Berlin, Telegraf in Ruhestellung
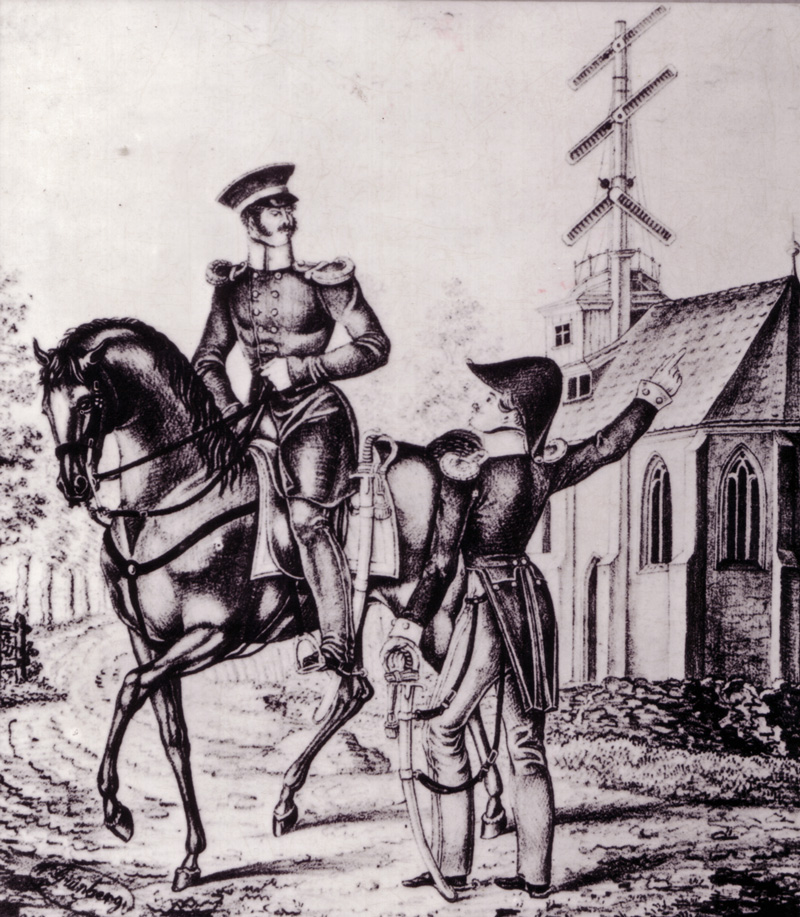
Station 2: Turm der Dahlemer Dorfkirche
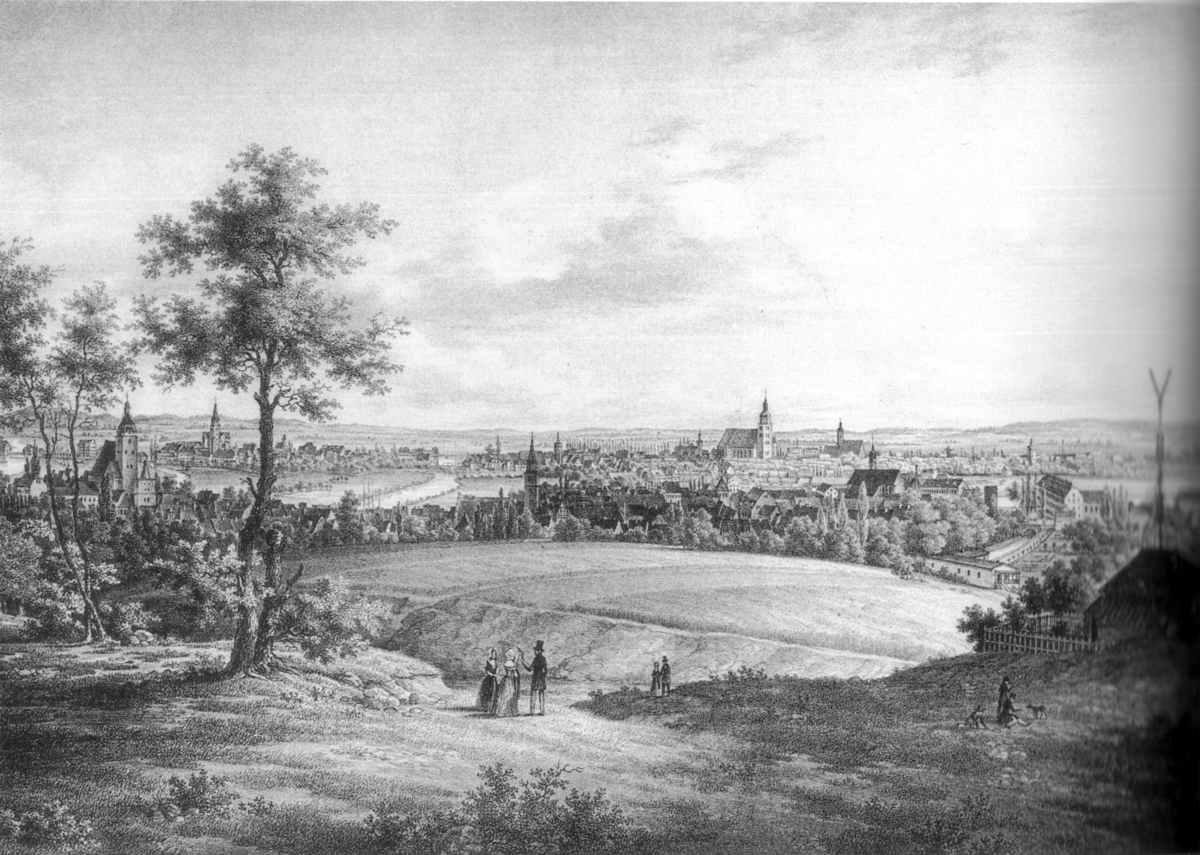
Station 7: Marienberg, Brandenburg
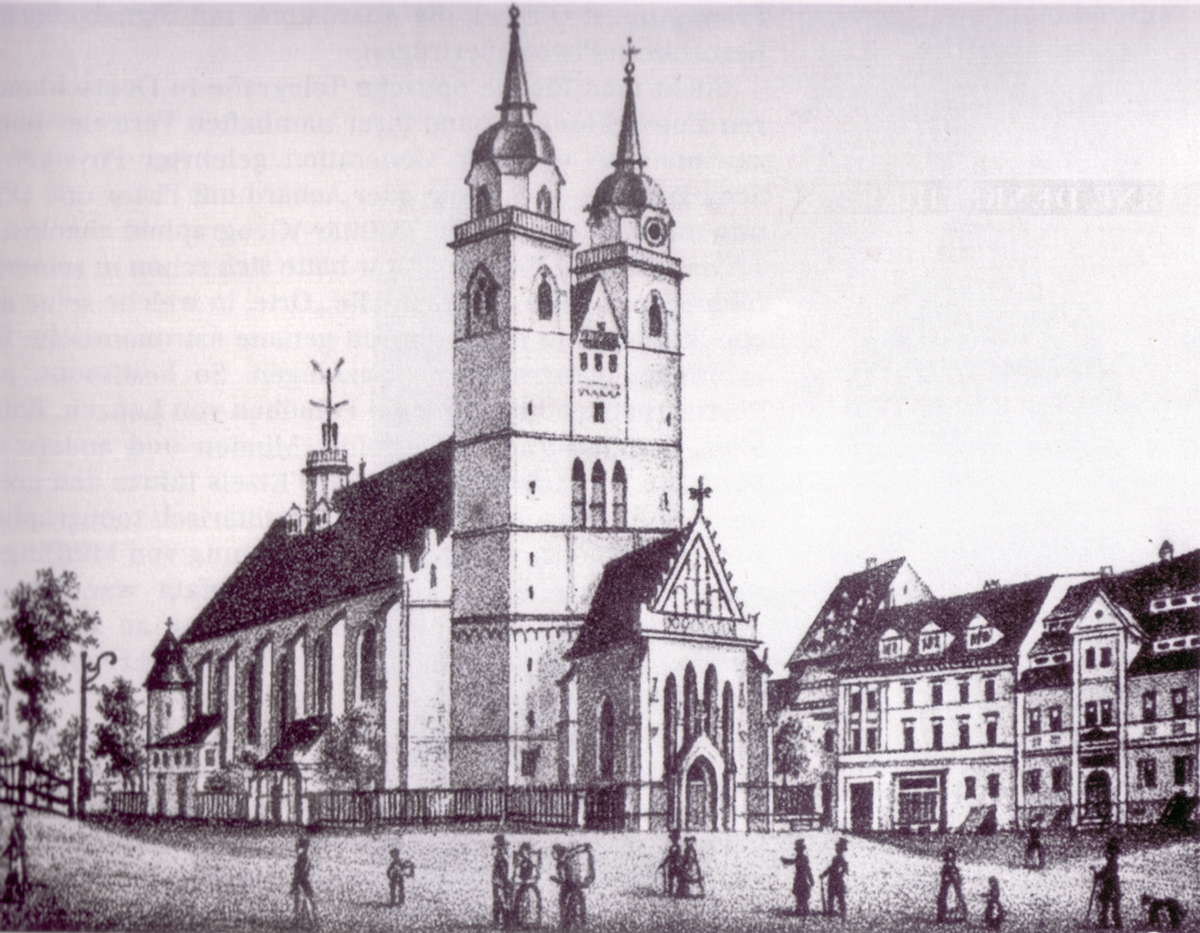
Station 14: St. Johannes in Magdeburg
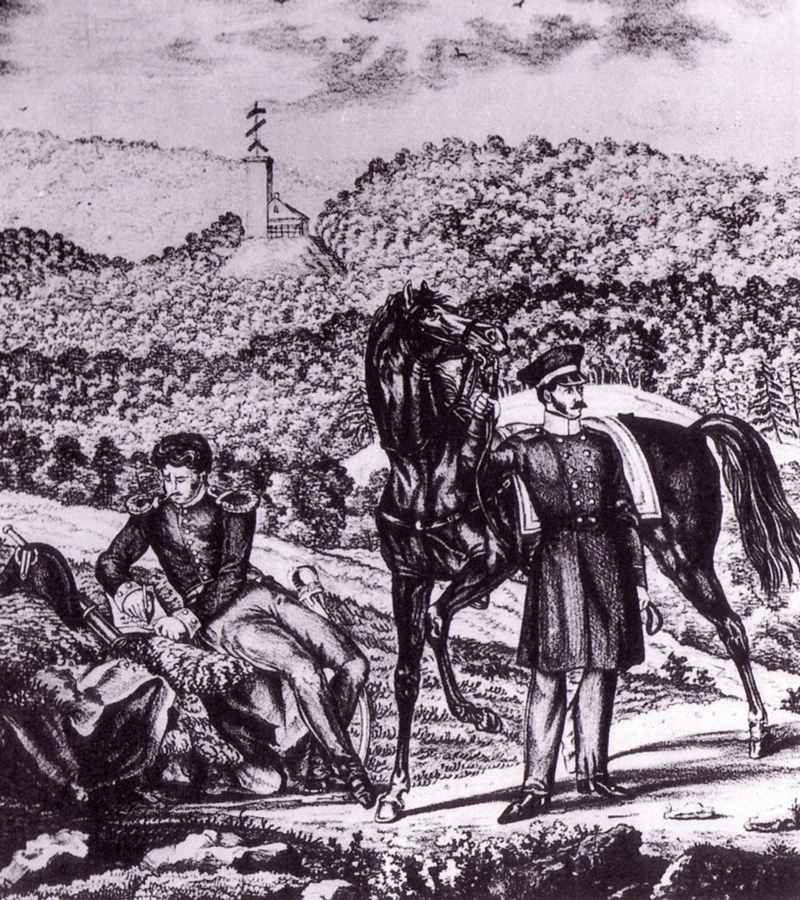
Inspizierung der Station 42 bei Menden
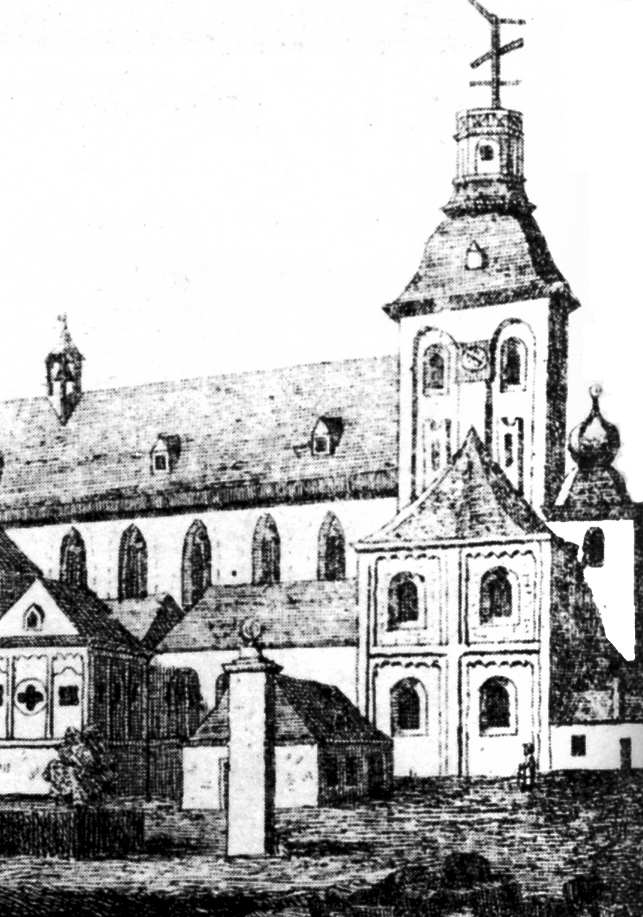
Station 51 auf der Kirche St. Pantaleon, Köln
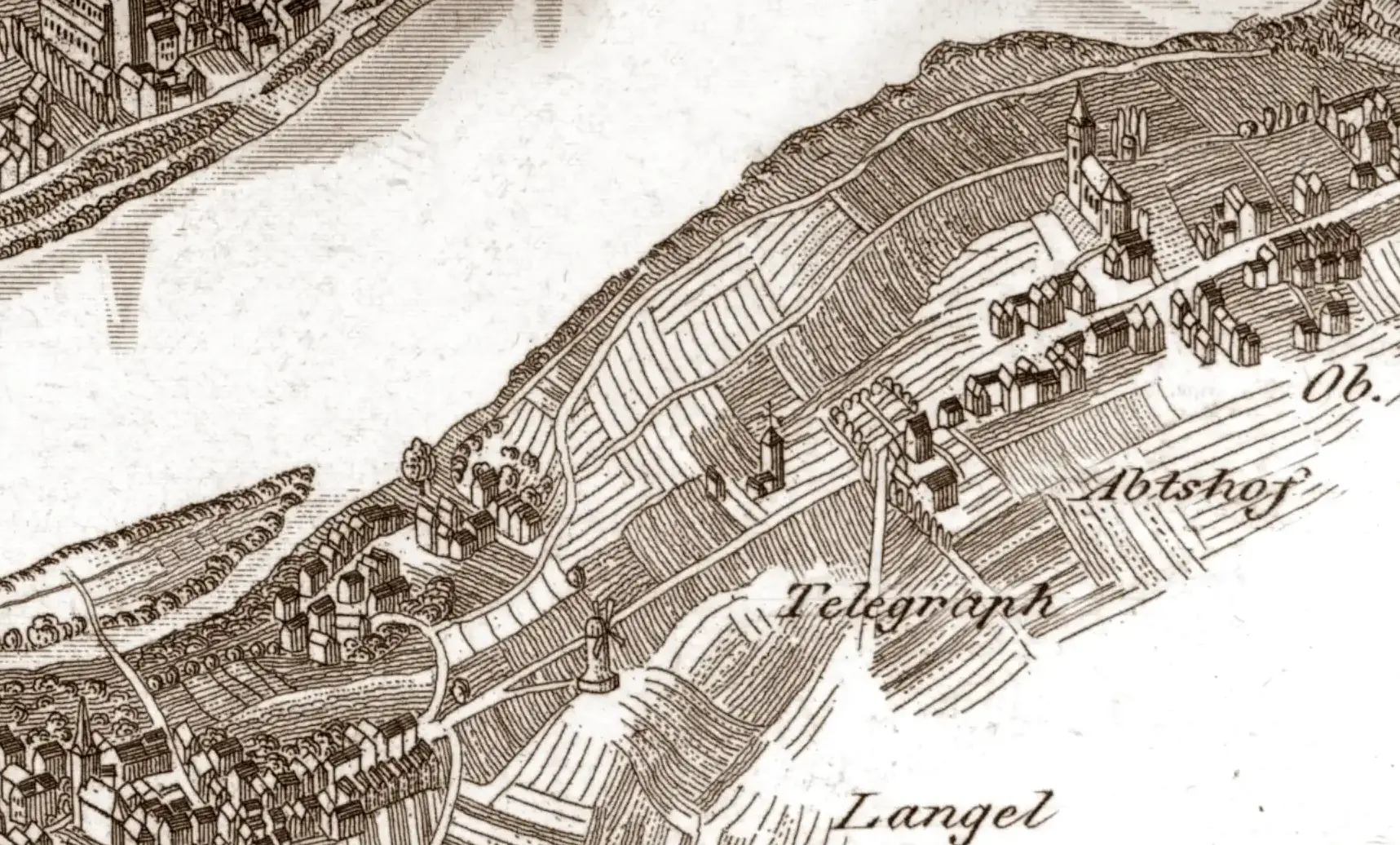
Station 52 bei Langel
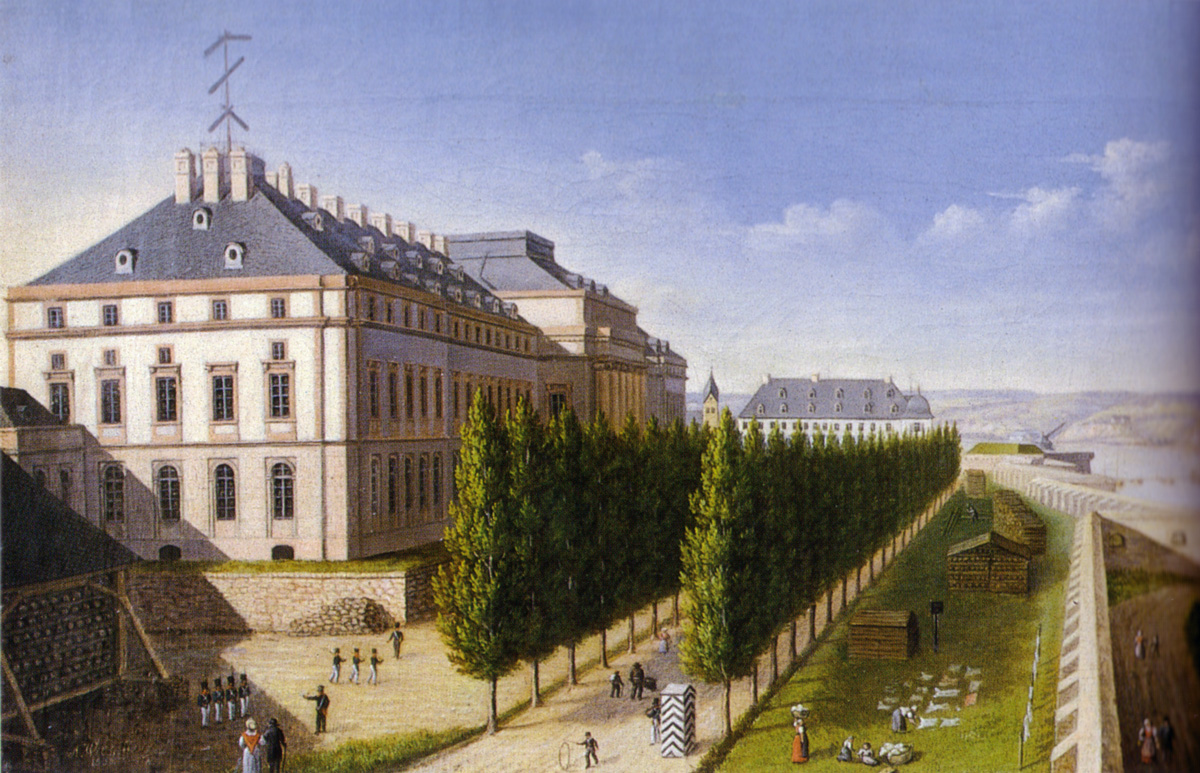
Endstation 61 der Telegrafenlinie auf dem Kurfürstlichen Schloss in Koblenz. Ausschnitt aus einem Gemälde von Anton Witthoff
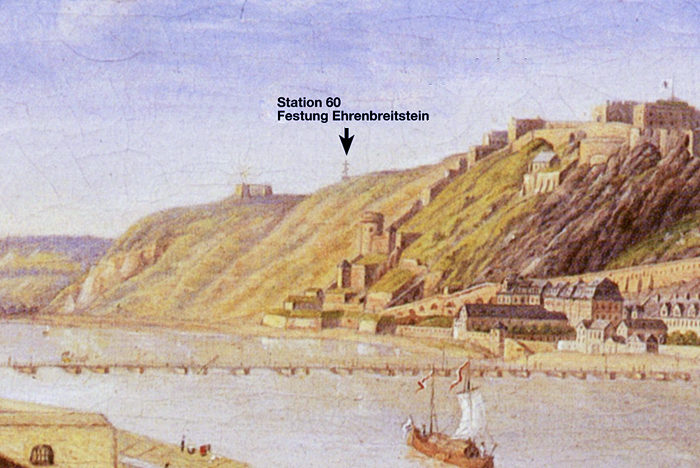
Ausschnitt des gleichen Gemäldes, Station 60: Festung Ehrenbreitstein. Dargestellt ist eine Übertragungssituation mit unterschiedlicher Signalstellung zwischen 60 und 61

Detaillierte Karten zum Verlauf des optischen Telegrafen
Blatt „Potsdam“. Ab der Station 2 „Dahlem“ ist die Linie westwärts mit allen Stationen eingezeichnet
Das Blatt „Magdeburg“ zeigt Stationen ab der Nr. 9 „Zitz“
Das Blatt „Halberstadt“ zeigt Stationen ab Nr. 16 „Ampfurth“, nur fehlt die Linie.
Das Blatt „Paderborn“ zeigt Stationen ab der Nr. 29 „Köterberg“
Das Blatt „Brilon“ zeigt Stationen ab Nr. 36 „Helmern“
Das Blatt „Arnsberg“ zeigt Stationen ab Nr. 39 „Anröchte“
Das Blatt 122 „Düsseldorf“ zeigt Stationen ab Nr. 45 „Breckerfeld“
Das Blatt „Köln“ zeigt Stationen ab der Nr. 47
Das Blatt „Andernach“ zeigt Stationen ab der Nr. 54 „Söven“
Das Blatt „Coblenz“ zeigt Stationen ab der Nr. 59 „Stromberg“

## Betrieb
Alle Telegrafenstationen waren mit einem Ober- und einem Untertelegrafisten besetzt, die tagsüber bei ausreichendem Tageslicht den Telegrafendienst verrichteten.
Im Depeschenbetrieb wurden Nachrichten von den Telegrafenexpeditionen in Berlin, Koblenz und später auch in Köln aufgenommen. In den dortigen Chiffrierbüros verfügten die Beamten über geheime Codebücher für Staatsdepeschen, die heute nicht mehr erhalten sind. Die dort verschlüsselten Nachrichten wurden über die Telegrafenlinie versandt und erst im Chiffrierbüro des Zielortes wieder in Klartext umgewandelt und durch die Telegrafenexpedition zugestellt. Dabei fungierte jede Telegrafenstation wie ein Relais – Nachrichten wurden lediglich verschlüsselt abgelesen und ebenso weitergegeben. In den Stationen konnten Staatsdepeschen weder angenommen, chiffriert noch abgesandt werden, und auch die Dechiffrierung war nicht vorgesehen.
Betriebliche und dienstliche Nachrichten, z. B. Zustands- oder Störungsmeldungen, konnten dagegen unabhängig von den Staatsdepeschen zwischen den Telegrafenexpeditionen und den Stationen übermittelt werden. Hierfür stand den Telegrafisten aller Stationen jeweils ein „Wörterbuch für die Telegraphisten-Correspondenz“ der „Classe 5.2“ zur Verfügung.

### Codierung

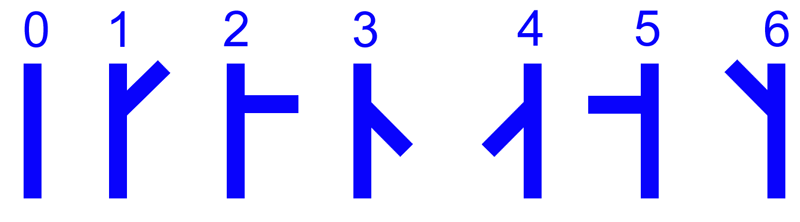
Grundstellung der Telegrafenarme zur Darstellung von 0–6

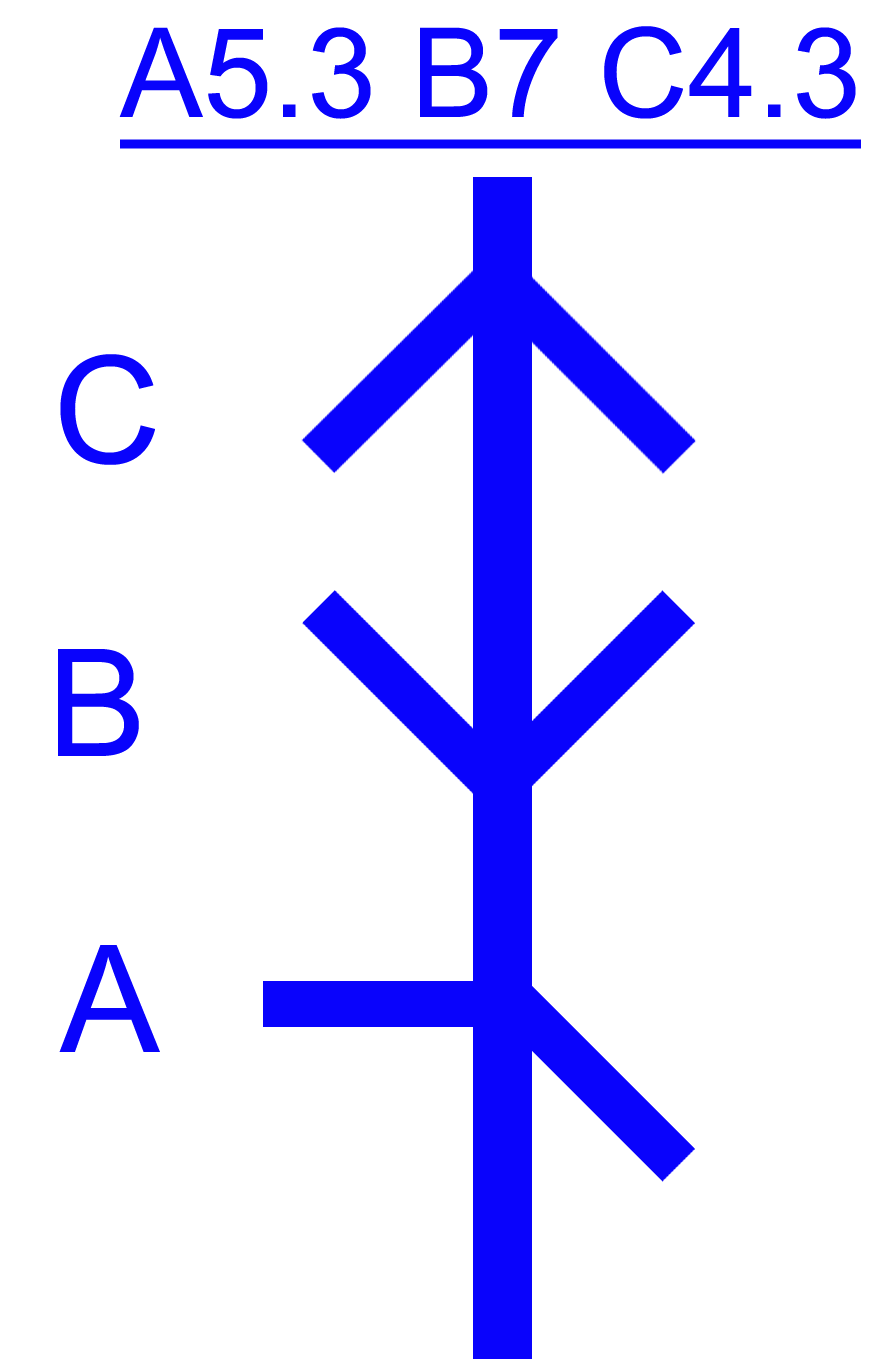
Beispiel eines Zeichens mit Schreibweise

Aus sechs Telegrafenarmen, die mit den Winkeln 0° (Nullstellung, am Mast hängend), 45°, 90° und 135° jeweils vier Positionen einnehmen konnten, ergab sich rechnerisch die Möglichkeit, {\displaystyle 4^{6}}= 4096 Zeichen darzustellen, wobei die Nullstellung des gesamten Telegrafen (Ruhestellung) im Gebrauch kein eigenes Zeichen darstellte. Das Codesystem von O’Etzel nutzte das Zeichenrepertoire, indem die Armstellungen als Code-Zahlen von 0 bis 999 sowie als Kombinationen von zwei Ziffern (getrennt durch einen Punkt) geschrieben wurden:
Die Schreibweise des Codes ergibt sich aus zwei im Uhrzeigersinn drehenden Zeigern. Mit einem der beiden Arme eines Indikatorenpaars in der Nullstellung konnten durch den zweiten Indikator jeweils vier Stellungen (1, 2, 3, 0 bzw. 0, 4, 5, 6) eingenommen werden. Auf diese Weise wurden mit nur einem Indikator die Code-Ziffern 0 bis 6 dargestellt.

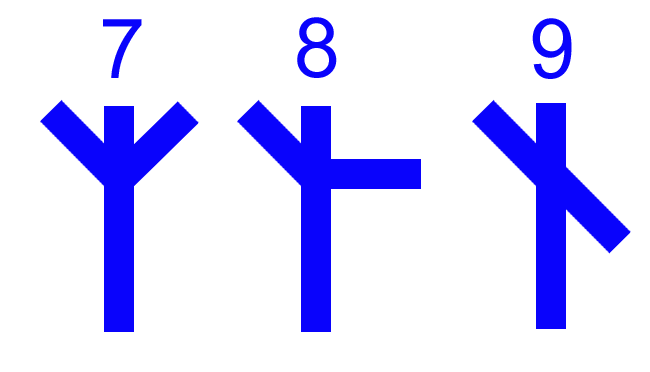
Darstellung 7–9 durch Kombination zweier Arme, wobei der linke Arm in Stellung 6 bleibt und der rechte 1, 2 oder 3 zeigt

Für die Darstellung der Codeziffern 7 bis 9 wurden zwei Zeiger gleichzeitig verwendet: Der linke Telegrafenarm wurde in die Stellung für 6 und gleichzeitig der rechte Arm in die Stellung für 1, 2 oder 3 gebracht, was die Zeichenstellungen 7, 8 und 9 ergab.
Es gab auch Kombinationen von zwei Indikatoren, bei denen der rechte Arm 1, 2 oder 3 signalisierte, während der linke in die Stellung für 4 oder 5 gebracht wurde. Solche kombinierten Zeichen wurden als Doppelziffern abgelesen und mit einem Punkt getrennt aufgeschrieben, beispielsweise als „4.1“ oder „5.3“.
Zum Stellen und Ablesen bezeichnete man die drei Etagen mit A, B und C, wobei von unten nach oben gelesen wurde. Die Notation einer vollständigen Zeichenstellung lautete dann A [untere Etage] B [mittlere Etage] C [obere Etage], zum Beispiel „A5.3 B7 C4.3“ – im Beispiel bilden die mittleren Telegrafenarme die Code-Ziffer 7, während die oberen und die unteren jeweils eine Kombination (Doppelziffern) bilden. Jede Etage des Signalmastes stellte mit ihrer Indikatorstellung eine Ziffer oder Doppelziffer der Code-Zahl dar.

### Einstellung

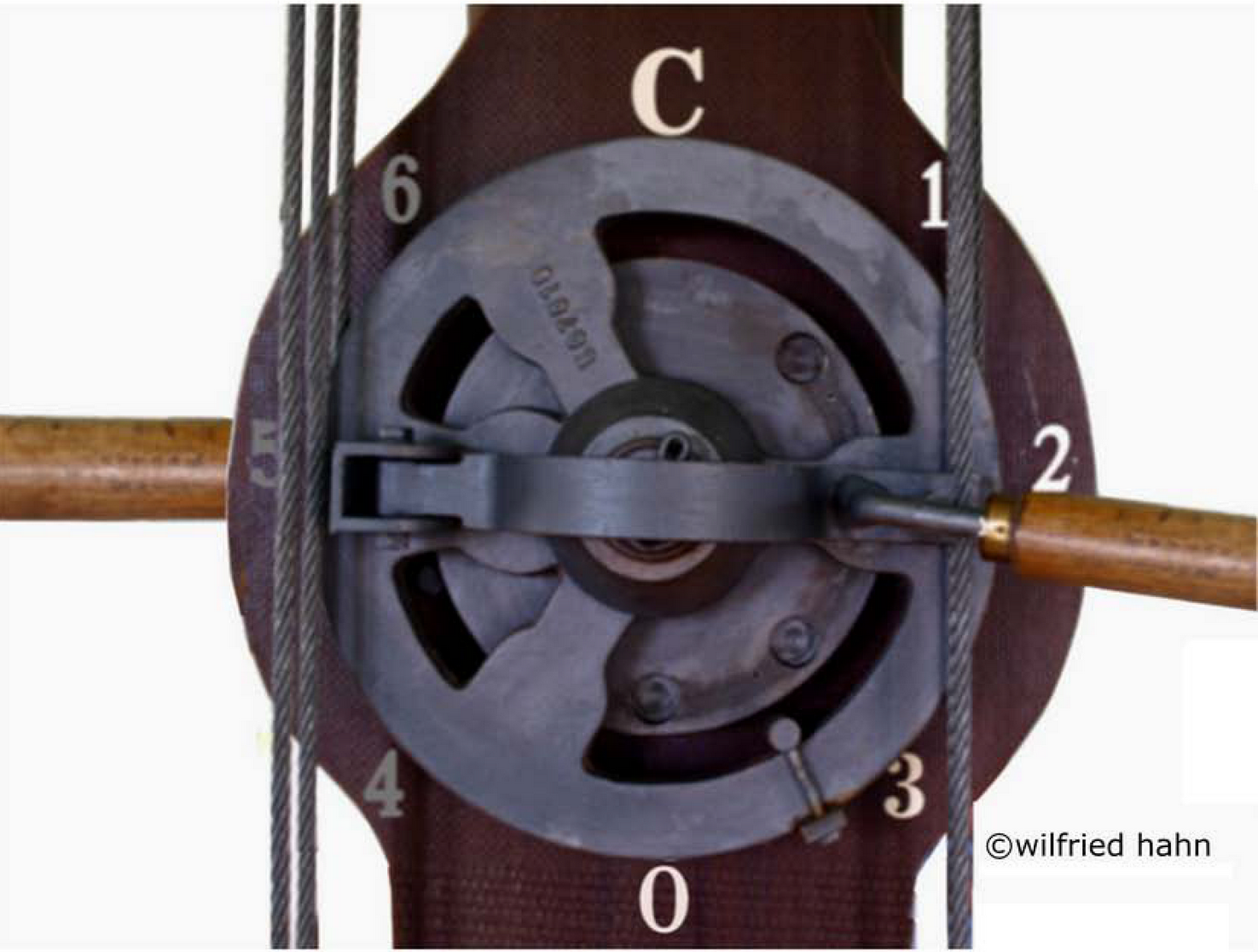
Modell einer Stelleinrichtung der C-Ebene gemäß der Beschreibung in Kapitel 3 der Instruction des Telegrafen, Ansicht „Berliner Seite“. Beschriftet sind die Positionen 0–3 für den rechten und 0 sowie 4–6 für den linken Indikator, die so mit den einrastenden Stellhebeln gesetzt wurden

Die Telegrafensteuereinheit im Observationsraum bildete die Stellung der Telegrafenarme analog ab. Sie musste sowohl von der Berliner als auch von der Koblenzer Seite aus bedient werden und war von beiden Seiten nach Etagen (A. B, C) und vorgesehenen Stellungen der Telegrafenarme beschriftet. Die Stellungen der Steuerhebel (Indikatoren rechts vom Mast) auf der Berliner Seite waren mit 1, 2, 3, 0 und die der Koblenzer Seite mit 6, 5, 4, 0 beschriftet. Die Einstellung/Darstellung der Zeichen war gleich, unabhängig von der Übertragungsrichtung der Depesche. Das Ablesen von den Nachbarstationen musste jedoch von den Telegrafenbeamten in zwei spiegelbildlichen Richtungen beherrscht werden, da der Telegrafenverkehr in beide Richtungen lief. Dies erforderte eine intensive Einarbeitung und regelmäßiges Üben.

### Betriebliche und dienstliche Nachrichten
Das „Wörterbuch für die Telegraphisten-Correspondenz“ der „Classe 5.2“ ist heute noch erhalten. Die Inspektoren und die Direktion nutzten das Wörterbuch zur administrativen Kommunikation mit den Telegrafisten, wozu sie mit Hilfe des Buches Nachrichten codierten und Meldungen der Stationen decodierten. Alle übertragenden Stationen konnten bei „Classe 5.2“ den Inhalt der Nachricht mitlesen. Das Codebuch enthielt Adressierungsmöglichkeiten, Teilebezeichnungen des Telegrafen, Orts- und Eigennamen, Silben, Worte, Sätze, Zahlworte und Zeiteinheiten. Der Beginn von Meldungen der Stationen der „Classe 5.2“ wurde eingeleitet mit einer Zeichenstellung, die auf den Etagen A und B die Stationsnummer und auf C die Doppelziffer 5.2 darstellte.
Die Codebücher waren thematisch gegliedert und verwendeten Tabellen zur Auflistung der Zeichen mit den zuhörigen Bedeutungen. Wo möglich, wurden codierfähige Worte und Satzteile daraus genutzt, um die zeitaufwändige Telegrafierung einzelner Silben und Buchstaben zu vermeiden. Diese kam dann nur bei Eigennamen oder selteneren, im Codebuch nicht enthaltenen Worten zum Einsatz. Die Texte wurden zuvor schon um die im damaligen Schriftverkehr üblichen langen Floskeln und Adelsprädikate gekürzt. Dabei konnte sich die Textlänge durchaus auf die Hälfte des Ursprungstextes reduzieren. Allerdings musste beim Decodieren einer Nachricht ein Mindestmaß an Ausschmückungen wieder eingefügt werden. Interpunktionen wurden nur mittelegrafiert, wenn sie zum Satzverständnis unerlässlich waren.
Ein Beispiel aus dem Instructionsbuch für Telegraphisten zum Einüben dieses Prozesses gemäß der „Classe 5.2“:

#### Entwurf einer typischen Mitteilung
„Sr. Königl. Hoheit der Herzog von Cambridge haben im hiesigen Forste eine große Jagd gehalten und bei dieser Gelegenheit den K. Preußischen Telegraphen, der unfern dem Amte Liebenburg liegt, in Augenschein genommen. Allerhöchstdieselben gaben den anwesenden Telegraphisten Ihr Wohlgefallen an der zweckmäßigen Einrichtung und der Pünktlichkeit, mit der sie ihren Dienst verrichteten, zu erkennen“

##### Kürzung
Entfernung von Floskeln, Adelsprädikaten und anderen Füllwörtern, die zum Textverständnis nicht erforderlich waren:

„Herzog Cambridge haben im hiesigen Forste Jagd gehalten, den Telegraphen, der unfern Liebenburg liegt, in Augenschein genommen, und gaben den Telegraphisten Ihr Wohlgefallen an der zweckmäßigen Einrichtung und der Pünktlichkeit im Dienste zu erkennen“

##### Optimierung
Worte, die nicht im Codebuch enthalten waren, wurden durch codierbare Synonyme ersetzt, wobei die ursprüngliche Aussage des Textes erhalten bleiben musste:

„Herzog Cambridge hat gehalten, hier im Forste, Jagd, war auf Station No 23, hat zu erkennen gegeben Wohlgefallen an der guten Einrichtung und dem pünktlichen Dienst der Telegraphen“

##### Codieren

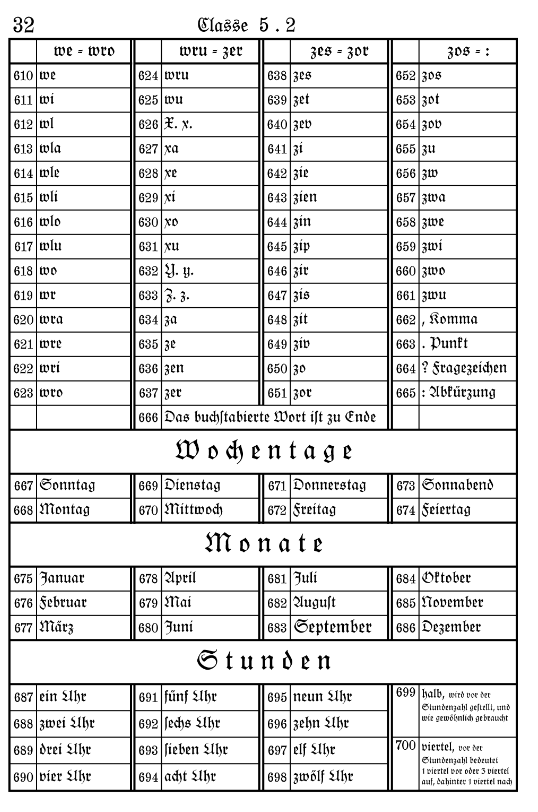
Seite 32 „Wörterbuch für die Telegraphisten-Correspondenz“ der „Classe 5.2“ mit Codes für Silben und Zeitangaben, neu gesetzt

Unter Nutzung einer Tabelle mit den Spalten A, B und C für die Etagen des Telegraphen und einer Spalte für die zugehörigen Worte, Sätze oder Silben wurde anhand des Codebuches die Meldung codiert. Ankündigungs-, Schluss- und andere notwendige Zeichen wurden ebenfalls hinzugefügt:
| A.  | B.  | C.  |                            |
| --- | --- | --- | -------------------------- |
| 2   | 3   | 5.2 | Meldung von Station No 23. |
|     | 4.3 | 5.1 | An die Direction           |
| 7   | 0   | 8   | Depesche No 8              |
| 4.3 | 5.3 | 4.2 | Herzog                     |
|     | 7   | 2   | C                          |
|     | 2   | 5   | am                         |
|     | 6   | 7   | bri                        |
| 1   | 0   | 0   | d                          |
| 1   | 6   | 2   | ge                         |
| 8   | 5   | 7   | hat                        |
| 5.3 | 4.3 | 9   | gehalten                   |
| 5.3 | 5.3 | 5   | hier                       |
| 2   | 1   | 2   | im                         |
| 5.2 | 4.2 | 1   | Forst                      |
| 4.1 | 7   | 4.3 | Jagd                       |
| 8   | 4   | 0   | war                        |
| 2   | 1   | 3   | in                         |
| 7   | 4.3 | 5.1 | Station                    |
| 7   | 2   | 3   | 23                         |
| 9   | 4   | 6   | hat zu erkennen gegeben    |
| 4.3 | 5.1 | 8   | den                        |
| 6   | 5.1 | 4.3 | Telegraphisten             |
| 8   | 5.1 | 4.3 | Wohl                       |
| 5.1 | 5.1 | 9   | gefallen                   |
|     | 2   | 6   | an                         |
| 5.3 | 4.3 | 5   | gute                       |
| 1   | 2   | 4   | Ein                        |
| 5.3 | 9   | 5.2 | richtung                   |
| 5   | 6   | 2   | und                        |
| 5.2 | 6   | 5.3 | pünktlichen                |
| 4.3 | 5.2 | 9   | Dienst.                    |
| 7   | 1   | 8   | 18ten October              |
| 6   | 9   | 9   | halb                       |
| 6   | 9   | 0   | vier Uhr.                  |
| 5.2 |     |     | Schlusszeichen             |

### Protokoll und Ablauf
Die Übermittlung von Depeschen und der administrative Austausch zwischen Stationen und der Telegrafendirektion waren in einem Protokoll, dem zweiten Kapitel der „Instruction“ für die Telegrafisten, genau geregelt:

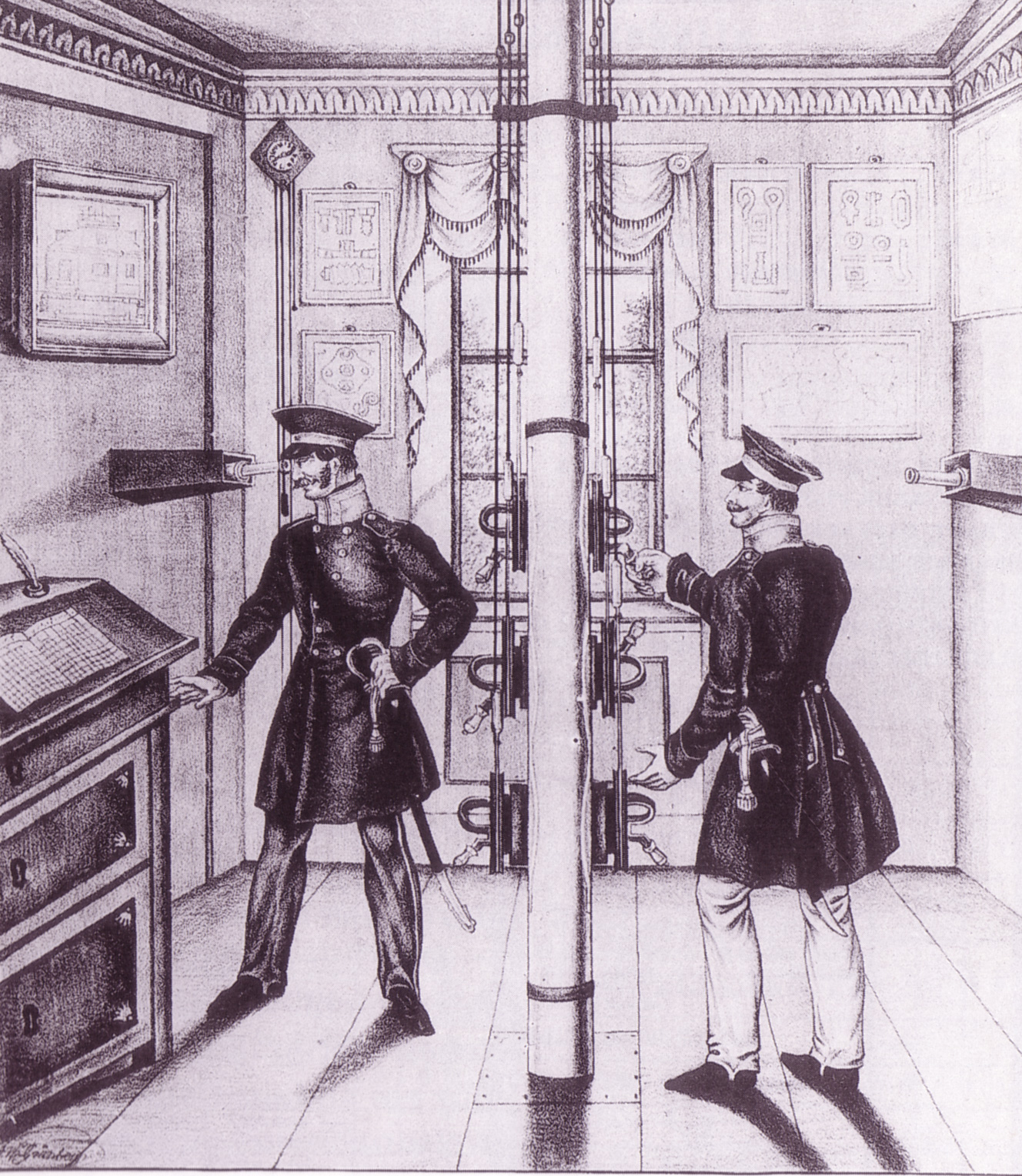
Ober- und Untertelegrafist beim Ablesen und Stellen der Indikatoren

- Beide Telegrafisten einer Station überwachten in regelmäßigen, kurzen Abständen die beiden Nachbarstationen. Bei ruhender Linie geschah die Überwachung im Minutentakt, während der geplanten Übermittlungsphasen mehrmals in der Minute. Ein ununterbrochenes Beobachten wurde vermieden, um die Augen nicht zu überlasten.
- Bei der Nachrichtenübermittlung beobachtete ein Telegrafist die sendende Station und diktierte dem Kollegen die Signalstellung in der Reihenfolge von A nach C. Der Kollege stellte die Hebel entsprechend und kontrollierte dann die nachfolgende Station, ob sie sein Zeichen ebenfalls richtig empfangen und weitergegeben hatte. Anschließend  wurde das Zeichen in das Stationsjournal eingetragen.
- Jede Depesche führte neben dem Nachrichtentext auch Informationen über Datum und Zeit des Abgangs aus der Expedition.
- Dringende Nachrichten waren mit dem Zeichen „B4.3 C4.3“ für „Citissime!“ (lat.: aufs schnellste!) gekennzeichnet. Sie waren bevorzugt zu behandeln und bei einem Ausfall von Abschnitten der Linie mit Boten zur nächsten funktionierenden Station zu befördern.
- Zur Vermeidung von Überschneidungen waren feste stündliche Übermittlungszeiten von Koblenz in Richtung Berlin vorgesehen. Lag keine solche Nachricht mehr vor, wurde das Zeichen „A5.2 C5.2“ – „Nichts Neues“ versandt – dann sollten die Depeschen in umgekehrter Richtung telegrafiert werden. Leerlaufzeiten zwischendurch waren für administrative Nachrichten der Stationen vorgesehen.
- Überschnitten sich dennoch zwei Nachrichten in entgegengesetzter Richtung, war das Prozedere an der betreffenden Station ebenfalls genau geregelt, so dass beide Nachrichten zunächst aufgenommen und dann nacheinander übermittelt werden konnten.
- Für alle denkbaren Sonderfälle wie zum Beispiel den Ausfall einer Station, schlechte Sichtbedingungen oder fehlerhaft gestellte Zeichen hielt das Protokoll Verfahrensregelungen und Vorschriften über die Dokumentation des Vorfalles bereit.

Nachdem eine Nachricht durch ein Expeditionsbüro dechiffriert wurde, konnte sie von dort durch einen Boten an ihren Adressaten übermittelt werden. Den Expeditionen standen hierfür Adressbücher zur Verfügung.

## Nutzung

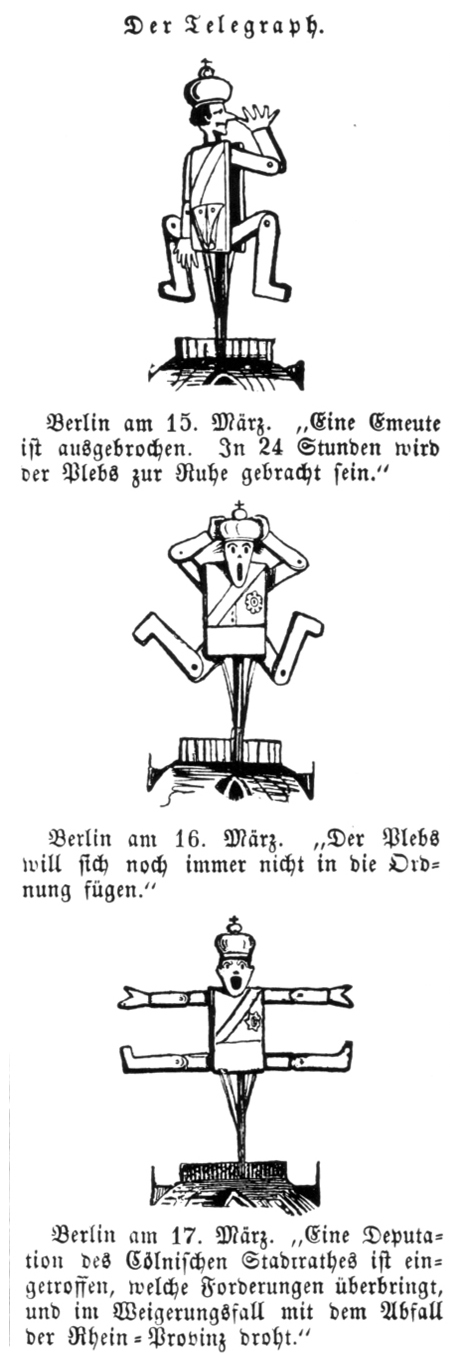
Karikatur der Fliegenden Blätter zu den Märzunruhen 1848

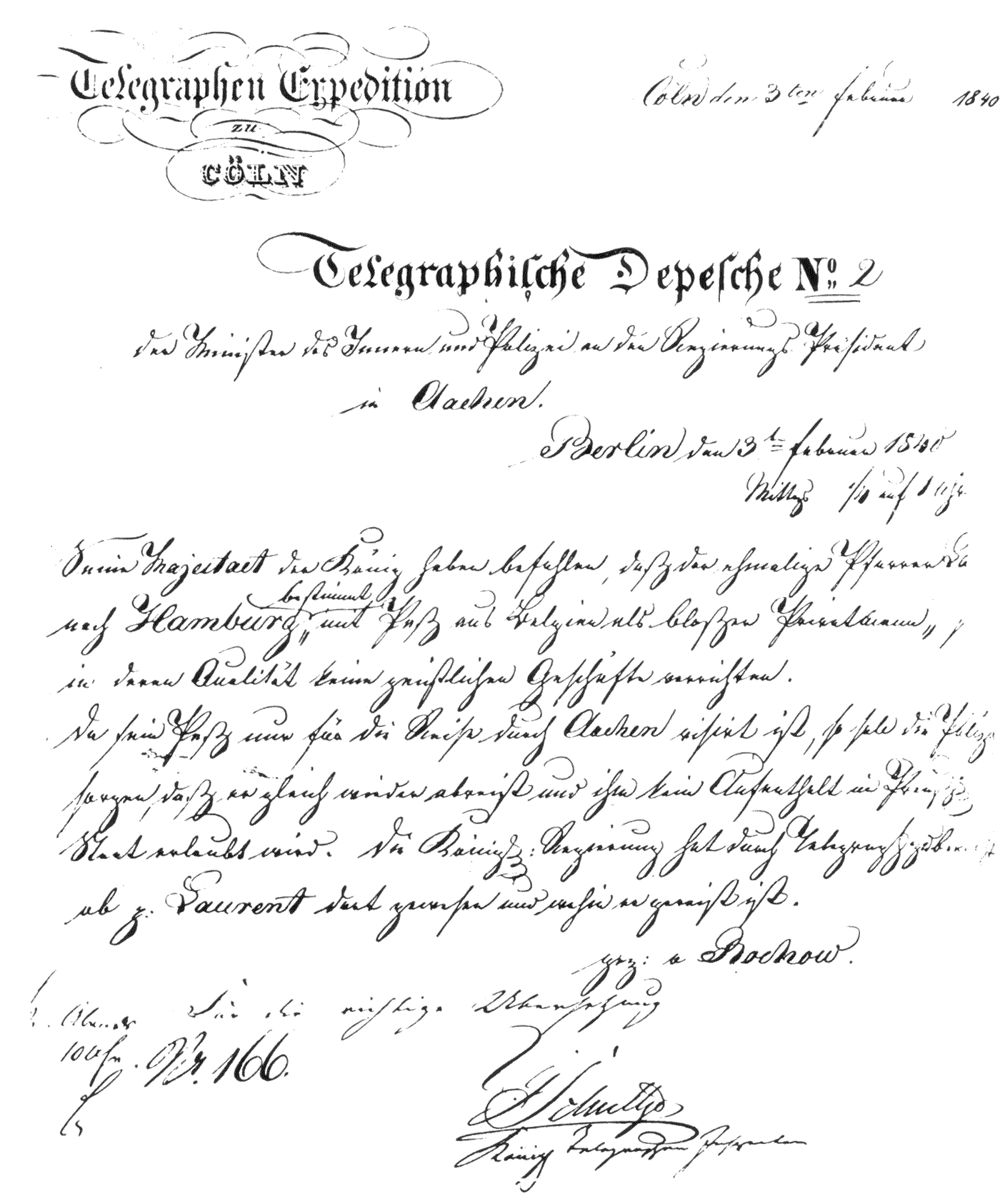
Dechiffrierte und notierte Depesche vom 3. Februar 1840

Der Betrieb des preußischen optischen Telegrafen diente originär staatlichen Zwecken – eine private Nutzung war nicht vorgesehen und auch aus Kapazitätsgründen kaum möglich. Abgelehnt wurde ein Gesuch der Ältesten der Kaufmannschaft von Berlin aus dem Jahre 1834, wenigstens wichtige Börsenkurse und Handelsnachrichten übertragen zu dürfen. Allerdings wurden Meldungen mit politischen Nachrichten, sofern sie Relevanz für den Handelsstand aufwiesen, nach Zustimmung des Kriegsministeriums sowie der Ministerien für Polizei und für auswärtige Angelegenheiten in der Preußischen Staatszeitung veröffentlicht.
Der staatliche Zweck der Telegrafenanlage umfasste zunächst ausschließlich die militärische innere und äußere Sicherung Preußens. Dem Ministerium des Inneren und der Polizei war die Mitbenutzung erst ab 1835 gestattet. Erst danach partizipierten auch das Finanz- und das Außenministerium an der Nutzung der Telegrafenlinie, die damit auch bald an ihre Kapazitätsgrenze gelangte.
Zum Ende der 1830er Jahre war eine begrenzte Öffnung des Telegrafensystems für die Presse wahrnehmbar, als Vereinbarungen mit der Kölnischen Zeitung und der Rhein-Mosel-Zeitung getroffen wurden, die bestimmte telegrafische Depeschen zum Abdruck erhalten und die Berliner Regierung im Gegenzug mit wichtigen internationalen Nachrichtenmeldungen via Telegraf versorgen sollten. Weil die Meldungen vor ihrer Freigabe der Zensur unterlagen und zusätzlich mit der Auflage einer monarchiefreundlichen Berichterstattung verbunden waren, ergaben sich für die Zeitungen keine wesentlichen Vorteile aus diesem Abkommen. Politisch brisante Meldungen wurden nicht veröffentlicht, bereitwillig stellte man den Zeitungen aber belanglose Meldungen, etwa über Reisen des Königs, zur Verfügung.
Immerhin ist aber eine telegrafische Meldung aus dem Vorfeld der Märzrevolution des Jahres 1848 überliefert, die der Kölnischen Zeitung zur Verfügung gestellt wurde. Am 17. März 1848 um 17 Uhr wurde in Berlin eine Nachricht abgesandt, die um 18:30 Uhr im Kölner Regierungspräsidium eintraf:

„An drei Abenden zog der Pöbel in Trupps durch die Straßen. Die Bürgerschaft wirkte beruhigend. Seit gestern ist alles ruhig und kein Zeichen der Erneuerung vorhanden“

Die Nachricht wurde in einem Extrablatt der Kölnischen Zeitung veröffentlicht, bevor einen Tag später die Märzrevolution in Berlin ausbrach. Die Chronik der Kölnischen Zeitung kommentierte diese Veröffentlichung mit den Worten:

„Man hatte bisher wohl zuweilen den Telegraphen hoch auf dem Turme seine langen Arme ausstrecken sehen, doch war seine Arbeit den Leuten ein Buch mit sieben Siegeln geblieben. So staunte man, als man das Extrablatt der Kölnischen Zeitung mit jener Depesche in den Händen hielt. Man wunderte sich, wie schnell das Ding schreiben konnte, zwar auch wie schlecht es seinen Aufsatz stilisiert hatte.“

Eines der wenigen erhaltenen Beispiele für den praktischen Nutzen zitiert Pieper in einer Anweisung von Innenminister Gustav von Rochow zur Behandlung des zum (bischofsgleichen) apostolischen Vikar in Hamburg ernannten belgischen Pfarrers Johannes Theodor Laurent, die er am 3. Februar 1840 an die Regierungspräsidenten in Köln, Aachen, Düsseldorf und Koblenz sandte:
| Urschrift | Dechiffrierte Depesche |
| --- | --- |
| Copie Telegraphische Depesche Berlin, den 2. Febr. 1840 Der Minister d. Inneren und der Polizei /v.Rochow/ an die Reg.-Präsidenten zu Köln, Aachen, Düsseldorf, Koblenz Seine Maj. d. Kg. haben befohlen, daß der nach Inhalt der öffentl. Blätter zum apostolischen Vicarius in Hamburg designierte ehemalige Pfarrer Laurent, welcher mit einem Paßse der belgischen Behörde nach Deutschland versehen, der ihn mit Verleugnung seiner geistlichen Würde als particulier sans Profession /Rückseite/ bezeichnet, am 6. v. M. (=Januar) in Aachen eingetroffen und sich von dort über Düsseldorf nach Koblenz begeben haben soll, von den diesseitigen Behörden lediglich in der Qualität behandelt werden soll, welche der Paß ihm beilegt, und daß ihm demgemäß nicht gestattet werden dürfe, geistliche Amts-Funktionen zu verrichten; außerdem aber, da der Paß von der pr. Gesandtschaft in Brüssel nur für die Durchreise nach Aachen visiert worden, von Polizei wegen anzuhalten sei, seine Reise unverzüglich fortzusetzen und jedenfalls die königlichen Staaten (Prß.) in denen ihm kaum Aufenthalt gestattet werden könne, ungesäumt zu verlassen. Eur. Hochwohlgeboren wollen für den Fall, daß d. p. Laurent sich in dem dortigen Bezirk befindet oder daselbst eintreffen wollte, zu Vollführung des vorstehenden Allerhöchsten Befehls das Erforderliche in geeigneten Wegen veranlassen und wie solches geschehen und wohin der Laurent sich von dort aus hinbegeben, durch telegraphischen Bericht hierher anzuzeigen. Berlin, den 2. Febr. 1840. gez. von Rochow Abgesandt 3/2.40. Morgens 9 Uhr | Telegraphen-Expedition zu Köln Cöln, den 3ten Februar 1840 Telegraphische Depesche No. 2 der Minister des Inneren und der Polizei an den Regierungs-Präsidenten in Aachen Berlin, den 3ten Februar 1840 Mittags ¼ auf 1 Uhr. Seine Majestät der König haben befohlen, daß der ehemalige Pfarrer Laurent nach Hamburg bestimmt ‚mit Paß aus Belgien als bloßer Privatmann‘ soll in deren Qualität keine geistlichen Geschäfte verrichten. Da sein Paß nur für die Reise nach Aachen visiert ist, so soll die Polizei sorgen, daß er gleich wieder abreist und ihm kein Aufenthalt im Preußischen Staat erlaubt wird. Die Königliche Regierung hat durch Telegraph zu berichten, ob p. Laurent dort gewesen und wohin er gereist ist. gez. von Rochow 3/2.Abends 10 h Nr.166 Für die richtige Übersetzung Schultze Königl. Telegraphen Inspektor |

Im Vergleich der Texte sind auch die Bearbeitungsschritte der Nachricht gut erkennbar. Das um 09:00 Uhr mit Kurier vom Berliner Innenministerium an die Telegrafenexpedition Dorotheenstraße überbrachte Telegramm wurde dort in etwa drei Stunden bearbeitet und chiffriert, bis es um 12:45 Uhr in Richtung Rheinprovinz telegrafiert wurde. Der tatsächlich durchtelegrafierte Text liegt nicht mehr vor, aber selbst die dechiffrierte und mit den nötigsten Floskeln versehene Kölner Version der Depesche lässt Rückschlüsse auf die erheblichen Kürzungen zu, die am Text vorgenommen wurden. Nach der Dechiffrierung in Köln erfolgte die Ausgabe an den Boten nach Aachen um 22:00 Uhr, also dreizehn Stunden nach Aufgabe der Depesche.

## Leistung
Die tägliche Betriebszeit des optischen Telegrafen betrug aufgrund der Lichtverhältnisse im Sommer etwa sechs Stunden, im Winter etwa drei Stunden. Zur Beurteilung der Leistungsfähigkeit des Systems ist zwischen Zeichengeschwindigkeit, Korrespondenzgeschwindigkeit und der sich aus der Depeschengeschwindigkeit ergebenden effektiven Leistung des Systems zu unterscheiden:

### Zeichengeschwindigkeit
Die schnellste Möglichkeit, ein Zeichen über die gesamte Strecke zu übermitteln, wurde beim Synchronisieren der Stationsuhren erreicht: Bei guten Bedingungen war das Synchronisationszeichen B 4, für das nur ein Indikator gesetzt werden musste, weniger als eine Minute unterwegs, wofür allerdings höchste Aufmerksamkeit der Telegrafenbeamten und entsprechende Vorbereitung benötigt wurden. Im normalen Depeschenverkehr durchlief ein Zeichen die Strecke in 7 ½ bis 14 Minuten. Nach heutigem Kenntnisstand war diese Zeichengeschwindigkeit etwas geringer als beim französischen System.

### Korrespondenzgeschwindigkeit
Erkenntnisse über die Geschwindigkeit, mit der Korrespondenzzeichen übermittelt wurden, stammen aus Aufzeichnungen von Franz August O’Etzel. Eine Station konnte im Durchschnitt 1,5 Zeichen pro Minute ablesen und stellen. Bei extrem guten Bedingungen waren zwei Zeichen pro Minute möglich. Im Vergleich habe laut O’Etzel der französische Telegraf bei befriedigender Sicht fast doppelt so viele Zeichen in der Minute übermittelt. Er ging davon aus, dass sein System über das zwanzigfache Zeichenrepertoire gegenüber dem französischen verfügte. Hierdurch habe das preußische System den Geschwindigkeitsnachteil der Korrespondenzzeichen ausgleichen, das Tempo des französischen Systems aber nicht übertreffen können. Der französische Telegraph nach Claude Chappe übermittelte tatsächlich zunächst nur einzelne Buchstaben und stellte nur 92 Signalkonstellationen dar. Durch die Kombination zwei aufeinander folgender Signalstellungen (Halbzeichen) waren später jedoch maximal 8464 Codierungen für Sätze, Worte, Orte, Buchstaben und Zahlen möglich. Das entsprach mehr als dem zweifachen Zeichenrepertoire des preußischen Systems, das hingegen in nur einem Schritt ein vollständiges Zeichen setzte. Der Vergleich der effektiven Korrespondenzgeschwindigkeiten beider Systeme ist noch unzureichend wissenschaftlich erforscht.

### Depeschengeschwindigkeit und effektive Leistung
Verlässliche Aufzeichnungen über die Anzahl der täglich durchstellbaren Depeschen gibt es heute nicht mehr. Die Angaben schwanken zwischen zwei übermittelten Nachrichten täglich und den Aufzeichnungen des Telegrafendirektors O’Etzel, der bis zu sechs Nachrichten pro Tag nennt. Auf einen derart häufigen Gang der Depeschen deuten zumindest die stündlichen Übermittlungszeiten hin, die in den Instruktionen für Telegrafisten geregelt waren. Überlieferte Depeschen mit Zeitangaben deuten auf sehr unterschiedliche Übermittlungsleistungen, vermutlich in Abhängigkeit von Wetterbedingungen, hin:
- 2. Februar 1840 – Telegramm mit 210 Wörtern von Berlin nach Köln: 13 Stunden
- 17. März 1848 – Telegramm mit 30 Wörtern von Berlin nach Köln: 1,5 Stunden
- 11. August 1848 – Telegramm mit 60–70 Wörtern von Berlin nach Köln: 20:00 Uhr bis 10:30 Uhr des nächsten Tages nach Unterbrechung wegen Dunkelheit (Zeiten jeweils von Aufgabe bis zur Übergabe des Telegrammes an zustellenden Kurier).[36]

Von den administrativen Nachrichten zwischen den Direktionen und den einzelnen Stationen ist die Laufzeit einer Nachricht bekannt:
- 7. September 1838 – Nachricht mit 29 Wörtern mit Glückwünschen zwischen Koblenz und Station 9 (Zitz Steinberg): 30 Minuten zwischen 7:00 Uhr und 7:30 Uhr[37]

Sichtbehindernde Witterungen wie Nebel, Regen oder Schneefall konnten die Erkennbarkeit der Signalstellungen empfindlich beeinträchtigen oder sogar unmöglich machen. O’Etzel selbst beschrieb wochenlange wetterbedingte Unterbrechungen des Telegrafenverkehrs zwischen November 1840 und Januar 1841.
Im internationalen Telegrammverkehr benötigte eine Nachricht von Paris nach Berlin, die mittels des französischen Telegrafen nach Metz übermittelt wurde, von dort per Boten über Saarbrücken nach Koblenz gelangte und dann über den preußischen Telegrafen nach Berlin signalisiert wurde, etwa 30 Stunden.

## Organisation

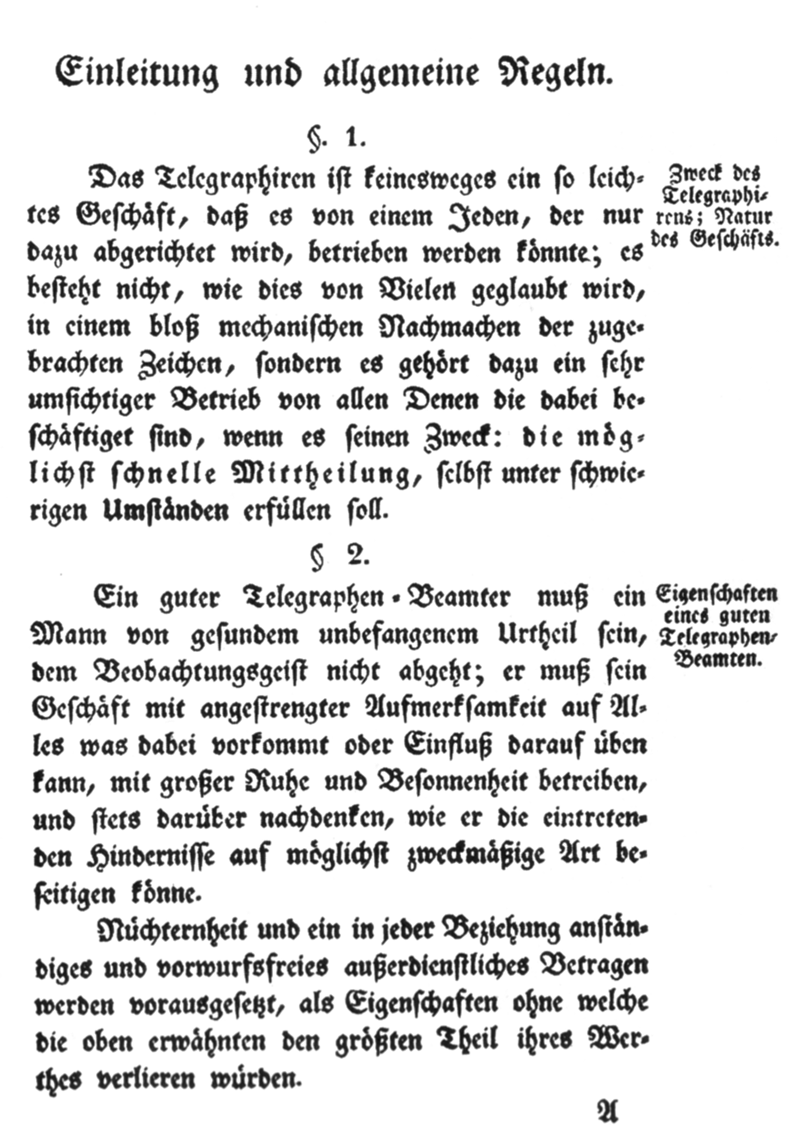
„Instructionsbuch für Telegraphisten“, Band 1, §§ 1–2

Das für den Betrieb der Anlage zuständige Telegraphen-Corps unterstand dem Chef des Generalstabes der Armee, Johann Wilhelm von Krauseneck. Das Korps bestand aus bis zu 200 Militärbeamten unter der Leitung des königlich-preußischen Telegraphendirektors. Nachdem der erste Direktor O’Etzel 1848 krankheitsbedingt kurzfristig aus dem Amt schied, übernahm für eine Übergangszeit der Generalmajor und Geodät Johann Jacob Baeyer seinen Posten. Noch im gleichen Jahr wurde er aber von August von Etzel, Sohn des ersten Telegraphendirektors, abgelöst, in dessen Amtszeit die Organisation der Telegrafenlinie vom Kriegsministerium an das Ministerium für Handel, Gewerbe und öffentliche Arbeiten überging.
Die übergreifende Aufsicht und Kontrolle der Telegrafenlinie oblag zwei Oberinspektionen in Berlin und Koblenz. Die Linie selbst war in sieben Inspektionen unterteilt, die jeweils für den Betrieb von acht bis zehn Telegrafenstationen zuständig waren.
In jeder Station verrichteten je ein Ober- und ein Untertelegrafist den Dienst an der telegrafischen Anlage. Diese Beamten waren in der Regel altgediente Militärangehörige, oft vom Rang eines Unteroffiziers mit Anspruch auf Anstellung oder Versorgung. Einstellungsvoraussetzung war, neben einem guten technischen Verständnis, die Beherrschung der Kulturtechniken Schreiben, Lesen und Rechnen. Im ersten Teil der „Instruction“ für die Telegrafisten, der die Aufgaben der Telegrafenbeamten beschreibt, heißt es außerdem:

„Ein guter Telegraphenbeamter muß ein Mann von gesundem und unbefangenem Urtheil sein, dem Beobachtungsgeist nicht abgeht (…) Nüchternheit und ein in jeder Beziehung anständiges Betragen werden vorausgesetzt, als Eigenschaften ohne welche die oben erwähnten den größten Theil ihres Wertes verlieren würden.“

Unterstützt wurde der Betrieb von Reservetelegrafisten, Kanzleidienern und Telegrafenboten.
Die Dienstkonditionen der uniformierten, vereidigten und zur Verschwiegenheit verpflichteten Beamten waren für damalige Verhältnisse recht attraktiv. Neben der Besoldung und den guten Aufstiegsmöglichkeiten innerhalb des Korps führte auch das Angebot, die Telegrafenstation als Wohnhaus für die Familie der Telegrafisten zu nutzen, zu einer hohen Nachfrage nach Stellen im Telegraphen-Corps.

### Kosten
Der Jahresverdienst für einen Untertelegrafisten betrug bei Eröffnung der Linie 210 Taler, kurz vor der Stilllegung waren es 212 Taler. Der Obertelegrafist bezog zu diesen Zeitpunkten 285 beziehungsweise 312 Taler. Für einen Reservetelegrafisten waren 144 Taler angesetzt. Die Familien durften für 5 % des Jahresgehalts die Wohnräume der Telegrafenstationen nutzen. 1840 rechnete man für das Jahr mit Gehaltskosten von 500 Talern pro Station. Generalmajor O’Etzel erhielt ein reguläres Einkommen als Offizier in Höhe von 1900 Talern, das aufgrund seiner Aufgabe als Telegraphendirektor um 600 Taler aufgestockt wurde. Der Oberinspektor erhielt 1118 Taler, worin allerdings Reisekosten enthalten waren. Die Inspektoren wurden mit jeweils 818 Talern im Jahr vergütet.
Die Gesamtkosten der Anlage wurden für das Jahr 1834 mit 50178 Talern angegeben, für das Jahr 1849 waren es 53400 Taler. Bei einer durchschnittlichen Sendezeit von 1440 Stunden pro Jahr ergeben sich daraus für das Jahr 1849 für eine Sendestunde Kosten von rund 37 Talern.

## Ablösung durch die elektrische Telegrafie

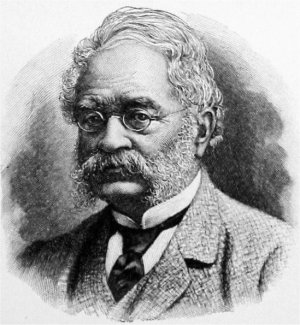
Werner von Siemens

Der Preußische optische Telegraf war, trotz seiner im Vergleich zur persönlichen Beförderung von Nachrichten enormen Übertragungsgeschwindigkeit, eine teure und anfällige Technologie mit sehr beschränkter Übertragungskapazität. Insbesondere Dunkelheit und wetterbedingte Sichtbehinderungen schränkten die Nutzung erheblich ein. Auch wird von Hindernissen wie Neubauten oder nachgewachsenen Bäumen berichtet, die jeweils aufwändig und teilweise auch unter Zahlung von Schadensersatz beseitigt werden mussten. Ein gewisses Risiko dürfte auch von Anschlägen auf Telegrafenstationen ausgegangen sein – ein Angriff auf eine einzelne Station hätte die gesamte Linie lahmlegen können. Dokumentiert ist zumindest ein derartiger Vorfall, bei dem im Mai 1848 die Station 43 (Fröndenberg bei Iserlohn) von Freiheitskämpfern gestürmt und beschädigt wurde. Das Aufkommen weniger anfälliger, schnellerer und leistungsfähigerer Verfahren läutete den Abschied von der optischen Telegrafie ein.
Ab 1833 experimentierten Wilhelm Weber, Carl Friedrich Gauß und Carl August von Steinheil mit elektromechanischer Telegrafentechnik. Davon inspiriert führte ab 1837 auch der Preußische Telegrafendirektor O’Etzel erste – zunächst private – Versuche mit dem Steinheilschen Telegrafen durch. Im gleichen Jahr wurde der Fünfnadeltelegraf von William Fothergill Cooke und Charles Wheatstone bei der North-Western-Eisenbahn in der Nähe von London in Betrieb genommen.
Eine erste durch die Regierung gebilligte längere Versuchsstrecke wurde in Preußen im Jahre 1846 erbaut. Entlang der Eisenbahnlinie von Berlin nach Potsdam installierte man oberirdisch eine doppelte Drahtverbindung. Den Vorsitz der hierfür zuständigen Kommission zur Anstellung von Versuchen mit elektromechanischen Telegraphen hatte O’Etzel. Versuchsweise schaltete er die elektromechanische Anlage auch in die Linie des optischen Telegrafen ein. Bis 1848 wurden in den Versuchen auch die verfügbaren telegrafischen Apparaturen, der Morse’sche Schreibtelegraf sowie der Zeigertelegraf von August Kramer und Werner von Siemens, getestet. Den von der Kommission ausgeschriebenen Wettbewerb entschied der Zeigertelegraf für sich, der 1849 auf den neu erbauten elektromechanischen Telegrafenlinien zwischen Berlin und Frankfurt am Main sowie zwischen Berlin und Köln zum Einsatz kam. Letztere Linie nutzte den Versuchsaufbau bis Potsdam und verlief dann bis Köln unterirdisch. Mit ihrer Eröffnung am 1. Juni 1849 wurde der Betrieb des optischen Telegrafen auf gleicher Strecke eingestellt. Der elektromechanische Telegraf wurde von Köln aus zunächst nach Aachen ausgebaut; diese Strecke war bis August 1849 fertig. Zwischen Köln und Koblenz betrieb man die optische Telegrafie dagegen noch bis 1852. Am 12. Oktober 1852 nahm auch auf dieser Strecke der elektromechanische Telegraf seinen Betrieb auf und ersetzte den letzten Abschnitt des Preußischen optischen Telegrafen.

## Heutige Situation

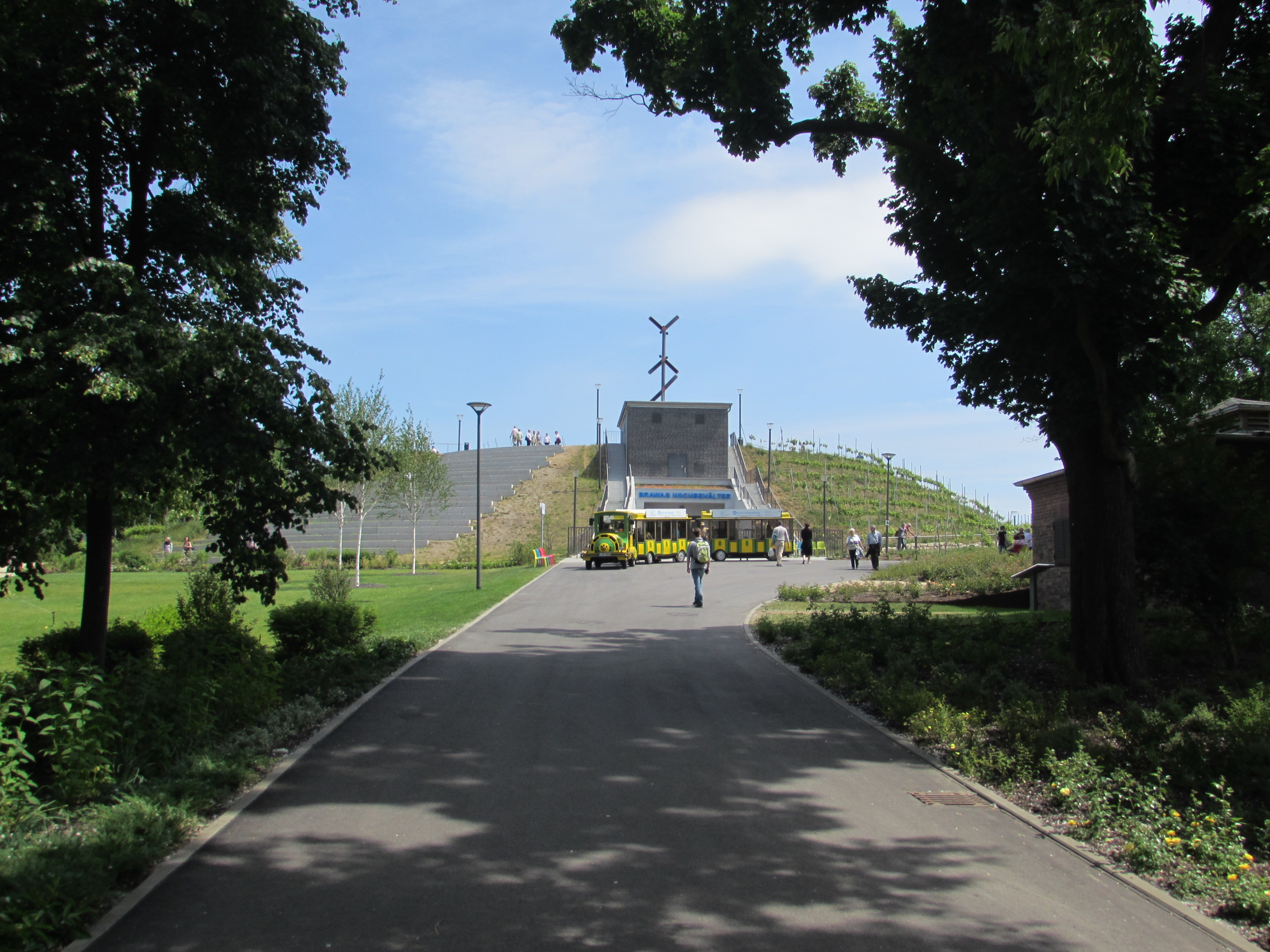
Marienberg in Brandenburg an der Havel anlässlich der Bundesgartenschau 2015; Station 7

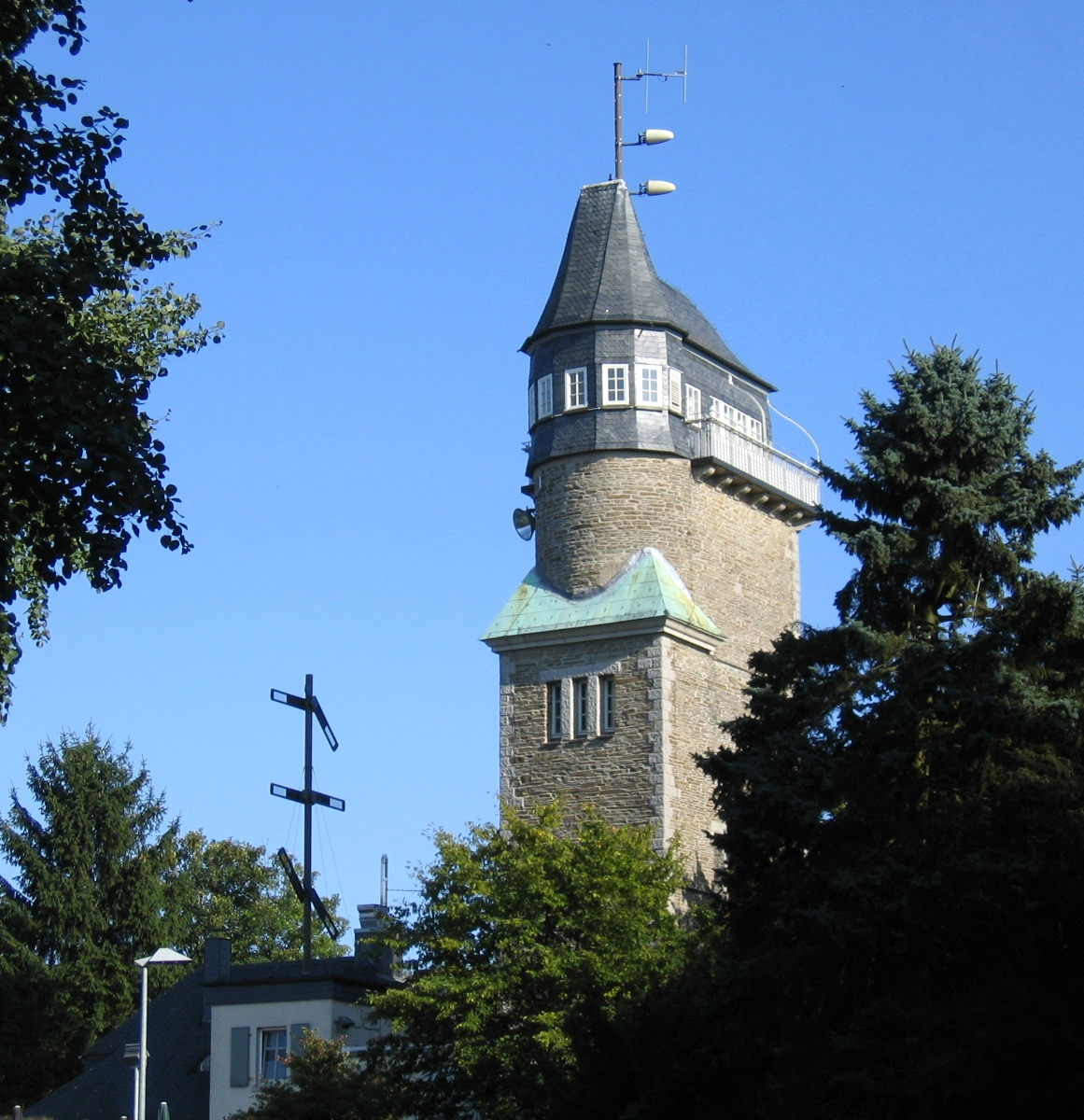
Nachgebaute Zeigeranlage in Iserlohn neben dem Danzturm; Station 43

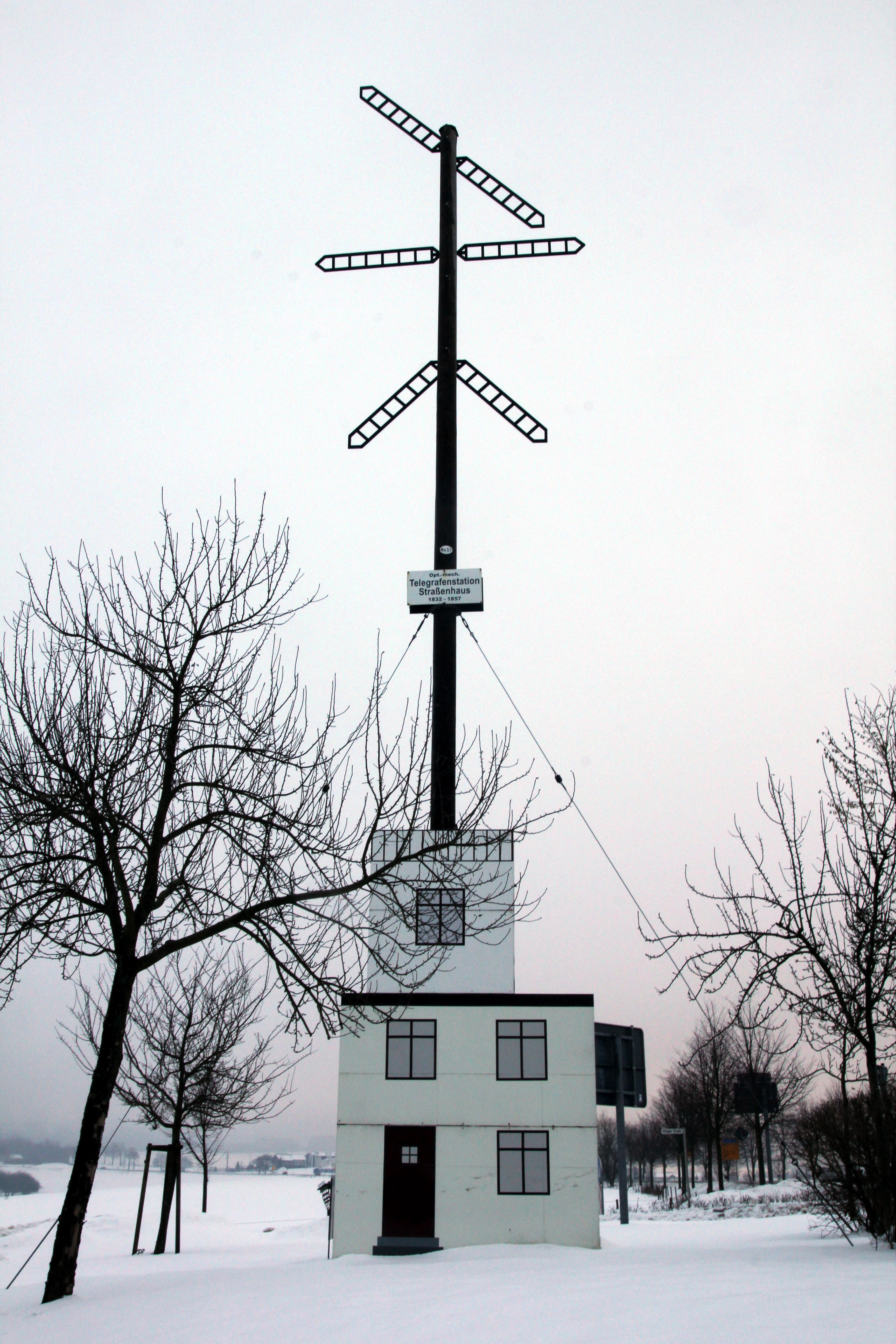
Symbolischer Nachbau in Straßenhaus; Station 57

Die Stationen wurden nach Schließung der Telegrafenlinie meist verkauft. Viele sind heute durch Abriss, Feuer oder Kriegsschäden gar nicht mehr vorhanden, andere wurden zu Wohnhäusern oder Gaststätten umgebaut. Ein Fachwerkhaus der Station 33 aus Altenbeken wurde an einen anderen Standort transloziert. Mancherorts erinnern nur noch Straßenbezeichnungen wie „Am Telegraphen“ oder „Große Telegraphenstraße“ an die ehemaligen Telegrafenstationen.
Keine einzige Station ist heute vollständig im Originalzustand erhalten, es existiert kein Original einer Signalanlage, 1880 waren im Berliner Museum der Reichspost- und Telegraphenverwaltung immerhin noch ein Flügel und ein Teil einer Steuerung vorhanden. Einige Stationen und Masten wurden, oft auch nur symbolisch, nachgebaut. So gibt es etwa in Straßenhaus ein einfaches 1:1-Modell der ehemaligen Telegrafenstation mit symbolischer Zeigeranlage – die Gemeinde trägt bemerkenswerterweise eine stilisierte Telegrafenstation in ihrem Wappen. Auch in Iserlohn wurde der Mast der Station 43 mit Zeigeranlage nachgebaut. Historisch und technisch mehr oder weniger anspruchsvolle Rekonstruktionen und Restaurierungen von Telegrafenstationen:
- Auf dem Telegraphenberg in Potsdam, Standort der Station 4, errichtete die „Interessengemeinschaft optischer Telegraph 4“ einen Nachbau der einstigen Signalanlage in Form eines freistehenden Mastes mit Indikatoren, die vom Erdboden aus eingestellt werden können.
- Bei der ehemaligen Station 7 auf der Kuppe des Marienbergs/Brandenburg wurde am 31. März 2015 anlässlich der Bundesgartenschau 2015 die Nachbildung der früheren Signalanlage auf einem Hochbehälter der Brandenburger Wasser- und Abwasser GmbH aufgestellt.
- Nahe der früheren Station 11 in Ziegelsdorf wurde 2011 eine Telegrafen-Attrappe mit einem neun Meter hohen, funktionsfähigen Mast aufgestellt. Außerdem gibt es Informationstafeln zur Telegrafenlinie, der Heimatverein Grabow bietet nach Absprache Führungen an.
- Neuwegersleben im Landkreis Börde – die aus Bruchstein erbaute Station 18 war bereits zur Ruine verfallen, es standen nur noch die Grundmauern. Sie wurde am Original orientiert wieder aufgebaut, mit einem rekonstruierten Signalmast ausgestattet und zeitgenössisch eingerichtet. Die Station kann als Museum besichtigt werden und hat die Koordinaten 52° 2′ 30″ N, 11° 6′ 14″ O.
- Die Station 30 auf dem Hungerberg bei Vörden (Marienmünster) wurde Mitte des 19. Jahrhunderts abgerissen; auf ihren Grundmauern wurde die 1852 eingeweihte Marienkapelle errichtet. Im Mai 2008 wurde etwa 30 Meter vom ursprünglichen Standort der Station entfernt ein moderner Aussichtsturm erbaut. Die 26 Meter hohe Konstruktion aus Lärchenholz trägt einen symbolischen Signalanlagenmast in Stellung „H“ für Hungerberg.
- Auch in Entrup (Nieheim) wurde im April 2012 auf dem 231 Meter hohen Lattberg an Stelle der nicht mehr existierenden Station 31 ein Aussichtsturm errichtet, der einen Telegrafen-Aufsatz erhält. Damit soll eine optische Verbindungslinie zwischen dem Aussichtsturm an Station 30 (Vörden/Huingerberg) und der rekonstruierten Station 32 geschlossen werden.
- Oeynhausen – Station 32 wurde auf Initiative des Heimatvereins Oeynhausen in den Jahren 1983–1984 auf den alten Grundmauern rekonstruiert. Sie kann besichtigt werden und hat die Koordinaten: 51° 47′ 39″ N, 9° 3′ 22″ O.

- Köln-Flittard – Station 50 wurde bereits in den 1960er Jahren rekonstruiert. Sie besaß im Original einen vierstöckigen, in ein Wohnhaus integrierten Turm. Dieser wurde nach der Aufgabe der Telegrafenlinie um zwei Stockwerke abgetragen. Insbesondere nach dem Zweiten Weltkrieg verfiel das Gebäude stark. Zwischen 1964 und 1971 wurde es mit Unterstützung der Industrie- und Handelskammer von der Stadt Köln wieder hergerichtet und mit einem rekonstruierten, von der Lehrwerkstatt eines Kölner Bundesbahnausbesserungswerkes gefertigten Signalmast ausgestattet. Das Observationszimmer wurde zeitgenössisch ausgestattet, wobei aus Kostengründen an Stelle der Fernrohre Attrappen eingesetzt wurden, und der für den Betrieb im Winter unerlässliche Ofen entfiel. Auch wurde bei der Rekonstruktion nur eines der abgetragenen Stockwerke wieder aufgebaut, so dass die Anlage nicht die ursprüngliche Höhe erreicht. Die Signalanlage kommt dem Original in der Konstruktion nahe, wobei die Nullstellung der Indikatoren fälschlicherweise stehend statt am Mast hängend ausgelegt ist. Die Station wurde unter Obhut des Kölnischen Stadtmuseums als Außenstelle und „kleinstes Museum Kölns“ betrieben. Die Familie, die das Wohngebäude in Erbpacht bewohnte, übernahm dabei die Aufsicht vor Ort. Die Außenstelle wurde im Jahre 2005 aus Kostengründen geschlossen, und die Telegrafenstation ist der Öffentlichkeit nur noch unregelmäßig, etwa anlässlich des Tages des offenen Denkmals, zugänglich. Nach der Schließung räumte das Stadtmuseum das museal ausgestattete Observationszimmer aus. Der ehemalige Pächter, inzwischen Besitzer des Gebäudes, hat Mast und Signalanlage im Jahr 2006 vollständig überholt und gangbar gemacht. Die Telegrafenstation mit den Koordinaten 50° 59′ 45,6″ N, 6° 58′ 56,3″ O ist heute Teil des Kulturpfades Stammheim – Flittard – Kunstfeld und trägt eine entsprechende Tafel.

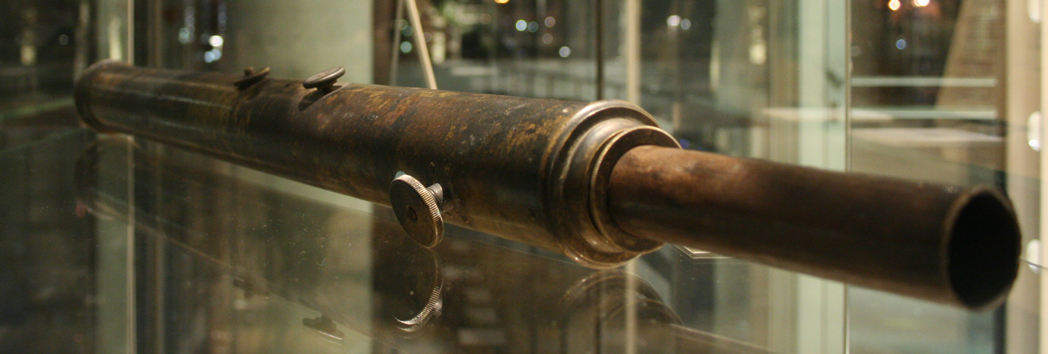
Das letzte erhaltene Pistor’sche Teleskop

### Museen und Literatur
Zeitgenössische Darstellungen in der Kunst, Schautafeln, Funktionsmodelle, multimediale Darstellungen und Originalbestandteile des Telegrafen werden heute in mehreren Museen ausgestellt: Im Börde-Museum Burg Ummendorf befindet sich der originale Indikator der Station 16 (Schloss Ampfurth) und die dortige Sonderausstellung „Geflügelte Worte quer durch den Bördekreis“ vom 1. Februar bis 11. März 2007 war dem Telegrafen gewidmet. Außerdem behandeln das Deutsche Technikmuseum Berlin sowie das Museum für Kommunikation Frankfurt und Museum für Kommunikation Berlin den Preußischen optischen Telegrafen. Das Berliner Kommunikationsmuseum stellt einen originalen Indikator aus, dessen Ursprung allerdings nicht bekannt ist. In Frankfurt ist das Pistor’sche Fernrohr der Station 45 bei Breckerfeld zu besichtigen, das einzige noch erhaltene Exemplar seiner Art.
Im Herbst 2012 erschien das Buch Preussens Telegraphenlinie Berlin–Koblenz, Telegraphenbuch III, herausgegeben von Manfred Menning und Andreas Hendrich, mit einer erstmals exakt recherchierten und lokalisierten Liste aller 62 Stationen. Menning bezeichnete im Vorwort die grundlegenden Werke von Herbarth (1978) und Beyer & Matthis (1995) als „Telegraphenbücher“ I und II.
Das „Wörterbuch für die Telegraphisten-Correspondenz“ sowie die Instruktionsbücher für die Bedienung der Anlage wurden von Wilfried Hahn in Fraktur- und Arialschrift vollständig neu gesetzt.
Im Rahmen des Projekts Scheinwerferlicht des Netzwerks „Preußen in Westfalen“ entstand 2020 der Comic Carla & Drees und die optische Telegrafie des Heimatvereins Oeynhausen, der an der dortigen Station 32 spielt.

### Telegraphenradweg

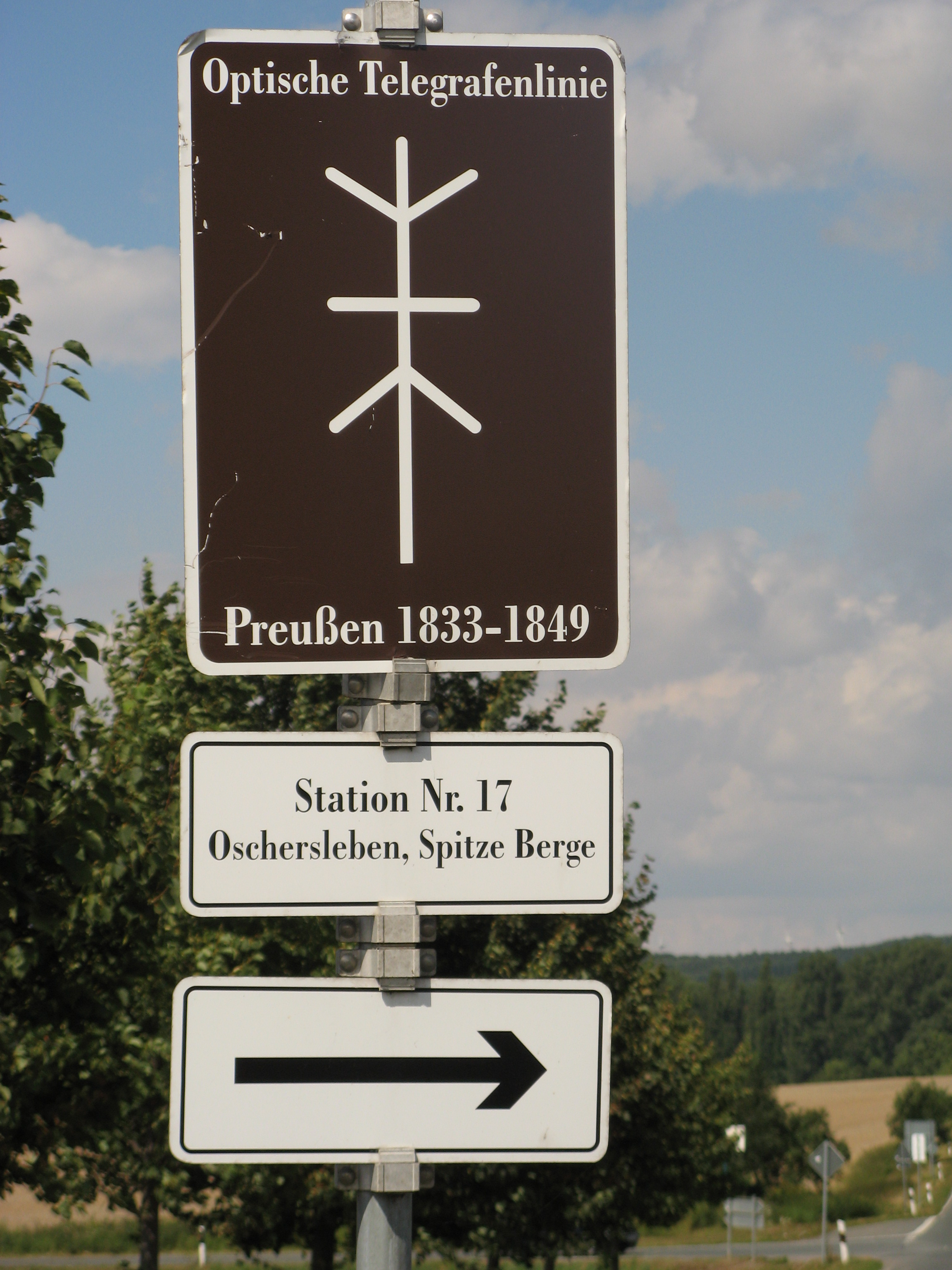
Beschilderung am Telegraphenradweg

Im Jahr 2016 wurde ein bundesweit aktiver Verein Optische Telegraphie in Preußen e. V. gegründet, der sich bemüht, die einstigen Stationen des optischen Telegraphen wieder bekannt zu machen. Hierzu soll auch ein „Telegraphenradweg“ entlang der ehemaligen Telegraphenlinie durch die Bundesländer eingerichtet werden. Eine beschilderte Wegführung mit einheitlicher Symbolik wird hierzu entwickelt. Der Radweg soll unter Einbeziehung von Sehenswürdigkeiten entlang der Route ein „kulturelles Band quer durch Deutschland“ schaffen. Das Projekt wird durch das Entwicklungsprogramm für den ländlichen Raum des Landes Sachsen-Anhalt 2014–2020 (EPLR) gemäß der Maßnahme „Unterstützung für die lokale Entwicklung LEADER (CLLD)“ aus Mitteln des Europäischen Landwirtschaftsfonds zur Entwicklung des ländlichen Raumes (ELER) und des Landes Sachsen-Anhalt unterstützt. Mit der Beschilderung in Sachsen-Anhalt wurde bereits begonnen.